# Porc
Sus domesticus
Cet article concerne l'animal. Pour la viande de porc, voir Porc (viande).
Pour les articles ayant des titres homophones, voir Port et Pore.
« Cochon » redirige ici. Pour les autres significations, voir Cochon (homonymie).
« Verrat » redirige ici. Pour les articles homophones, voir Veyrat et Vera.
Espèce
Le Cochon domestique, Sus domesticus, synonyme Sus scrofa domesticus, est un mammifère domestique omnivore de la famille des Suidae (Porcins). Appelé porc (du latin porcus) ou cochon, il est resté proche du sanglier avec lequel il peut se croiser.
La viande issue de l'exploitation de cet animal est la plus consommée dans le monde même si la consommer fait l'objet d'un interdit alimentaire dans certaines religions monothéistes : le judaïsme, l'islam et trois églises chrétiennes : l'adventisme, l'Église orthodoxe éthiopienne et l'Église kimbanguiste.
La production de viande de porc est concentrée dans trois zones géographiques : l'Europe (y compris la Russie), l'Amérique du Nord (le Canada – l'un des plus grands producteurs, y compris le Québec et les États-Unis) et l'Asie (notamment la Chine, laquelle, avec 46 millions de tonnes (2003) par an, produit presque la moitié de la consommation mondiale).

## Dénominations

### Nomenclature
Le statut taxonomique a changé au cours du temps : après avoir longtemps considéré le porc comme une sous-espèce du sanglier (Sus scrofa), sous le nom de Sus scrofa domesticus, le code international de nomenclature zoologique (CINZ) a décidé de classer cette forme domestique (et de nombreuses autres) comme espèce séparée, afin d'éviter les confusions entre les populations sauvages et domestiques, tout en laissant la liberté de décider d'inclure ou non les animaux domestiques dans le concept d'espèces sauvages, conformément aux objectifs déclarés de liberté taxonomique dans le CINZ (dans le chapitre : 5. Recommendation for the names of domestic forms). Le référentiel taxonomique national français (TAXREF), suivi par l'Inventaire national du patrimoine naturel (INPN) a intégré cette recommandation, de même que l'American Society of Mammalogists. L'ITIS (12 avril 2024), la source pour plusieurs bases taxonomiques ,, ne suit pas cette recommandation.

### Étymologie
Le substantif masculin,, « porc » (prononcé [pɔ:ʀ]) est un emprunt, au latin porcus,, (« porc, cochon, pourceau »,), lui-même hypothétiquement issu du grec, mais plus probablement d'une racine proto-indo-européenne (PIE) *porko-, « jeune porc ».
L'étymologie du substantif masculin, « cochon » (prononcé [kɔʃɔ̃]) est de son côté incertaine. La plupart des termes servant à décrire ou à désigner le porc sont d’origine latine, mais le mot cochon, quant à lui, n’est issu ni du latin, ni du germanique ou du celtique. Il procède peut-être de l'onomatopée koš-koš exprimant le grognement du porc, d'où le cri d'appel de cet animal, suivi du suffixe -on. Le terme apparaît en français vers le XIe siècle et devient courant dès le XIIIe siècle, mais à cette époque, il désigne surtout le porcelet et principalement dans les parlers de langue d'oïl. Il ne prend son sens actuel et se répand dans toutes les régions françaises qu’à partir de la fin du XVIIe siècle.
Le porc femelle est la truie, mais aussi la coche, restée dans les dialectes.

### Termes historiques et scientifiques
Dans les élevages, jusqu'à la première mise bas, on appelle la jeune truie destinée à la reproduction, une « cochette », une truie, femelle adulte, est appelée « coche », un mâle « verrat » et jusqu'au sevrage, on appelle le jeune porc un « porcelet », « cochonnet », « goret » — « cochon de lait » dans la gastronomie —, tandis qu'un jeune porc sevré se nomme « nourrain » ou « nourrin ».
Le tableau suivant donne un aperçu de l'étymologie des différents mots connus en français pour désigner le porc. Lorsque le terme n'est pas mixte, le genre de l'animal désigné est indiqué entre parenthèses.
| origine                               | étymon | individu adulte         | jeune                                            |
| ------------------------------------- | --- | ----------------------- | ------------------------------------------------ |
| Latin                                 | porcus, porc domestique | porc, pourcel, pourceau | porcelet                                         |
| Latin                                 | porcus singularis, puis porc sanglier, mâle sauvage et solitaire | sanglier (m.) laie (f.) | marcassin                                        |
| Latin                                 | sus, porc sauvage ou domestique | suie (f.)               |                                                  |
| Latin                                 | nutritem |                         | nourrain, nourrin                                |
| Latin                                 | bas latin troia, féminin. L'origine du mot est disputée. Certaines sources le retracent à l'expression (porcus) troianus concernant une recette de porc farci,. D'autres sources le rattachent à "un étymon gaulois, *trogja, formé du rad. *trŏgh « tirer » (dont sont issus, notamment en a. et m. irl. des termes signifiant « fertile, productif »)". | truie (f.)              |                                                  |
| Ancien Bas-francique (attesté v. 800) | lêha (puis laye en français) | laie (f.)               |                                                  |
| ? (XIe siècle)                        | inconnu | cochon (m.), coche (f.) | cochon, cochonnet, cochon de lait, cochette (f.) |
| Ancien français                       | gore, gorre | goure (f.)              | goret, gouri                                     |
| Ancien français                       | ver | verrat (m.)             |                                                  |
| Provençal, franco-provençal           | | caïon, caion, crayon    |                                                  |

### Autres termes populaires et locaux
- cayon en Dauphiné et en Savoie, ainsi que dans le Pilat (Loire) où l'on rencontre également cayonnée (portée de porcelets) et caye (truie)[26]
  - variante en « ou » : cayou (cochon), ayounet (porcelet) et cayounée, cayounade (portée de porcelets), caye (truie)) en Velay[27] (Haute-Loire)
- mouchu dans le Cantal
- goret, gorette, treue pour les mères, en Poitou-Charentes
- gagnou en Limousin
- pourcê en Wallonie
- couessot dans le Morvan[28]
- vêtu en Normandie[29]

## Caractéristiques

### Anatomie

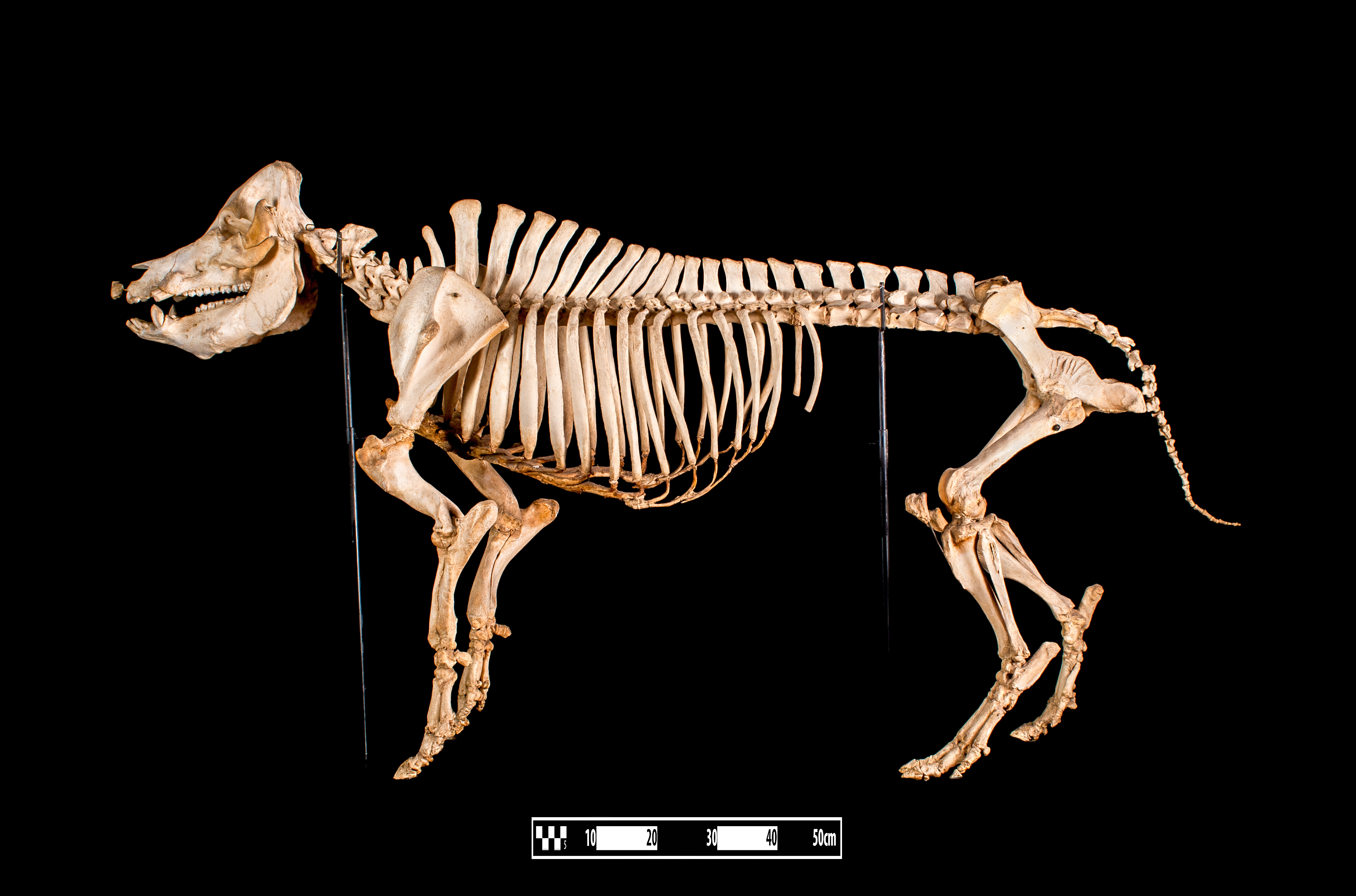
Squelette de porc.

Leur corps fait entre 90 cm et 1,80 m de long et ils mesurent entre 0,7 et 1 m au garrot une fois adulte.
Ce sont des animaux courts sur pattes, ayant une tête grande par rapport à leur corps, et de grandes oreilles. À cause de la forme de leur dos, les porcs ne peuvent que très légèrement relever la tête.
L'animal au poids le plus important connu est chinois : il pèse une tonne[réf. nécessaire].

#### Odorat
Le cochon a un très bon odorat. Il est utilisé dans la recherche des truffes et il est alors nommé « cochon truffier ».

#### Crâne
Avec un museau plus court que le sanglier, le cochon n'a pas de défenses.

#### Dos
Le cochon a le dos plutôt droit. Cela est probablement dû à son poids.

#### Pieds
Contrairement aux vaches qui ont des sabots divisés, le cochon a des pieds élevés, ce qui fait qu'il marche sur la pointe des pieds. Cette caractéristique est héritée du sanglier.

### Génétique
Le cochon domestique possède 38 chromosomes (compté pour la première fois en 1931, ce nombre a fait l'objet de discussions au cours des trente années suivantes, étant parfois donné comme égal à 39 ou 40). Le sanglier n'en possède que 36, à la suite d'une fusion ancestrale. Leur descendance commune est fertile. L'hybride est appelé cochonglier ou sanglochon. Les hybrides de première génération possèdent 37 chromosomes. Ensuite ils peuvent avoir 36, 37 ou 38 chromosomes. L'hybridation est fréquente dans les régions d'élevage de cochons en plein air ou bien lorsque la population sauvage a été reconstituée par des femelles de cochons domestiques saillies par un sanglier mâle, ainsi le sanglier corse est génétiquement très proche du cochon domestique. Cette pratique est habituelle en période de guerre.

## Comportement

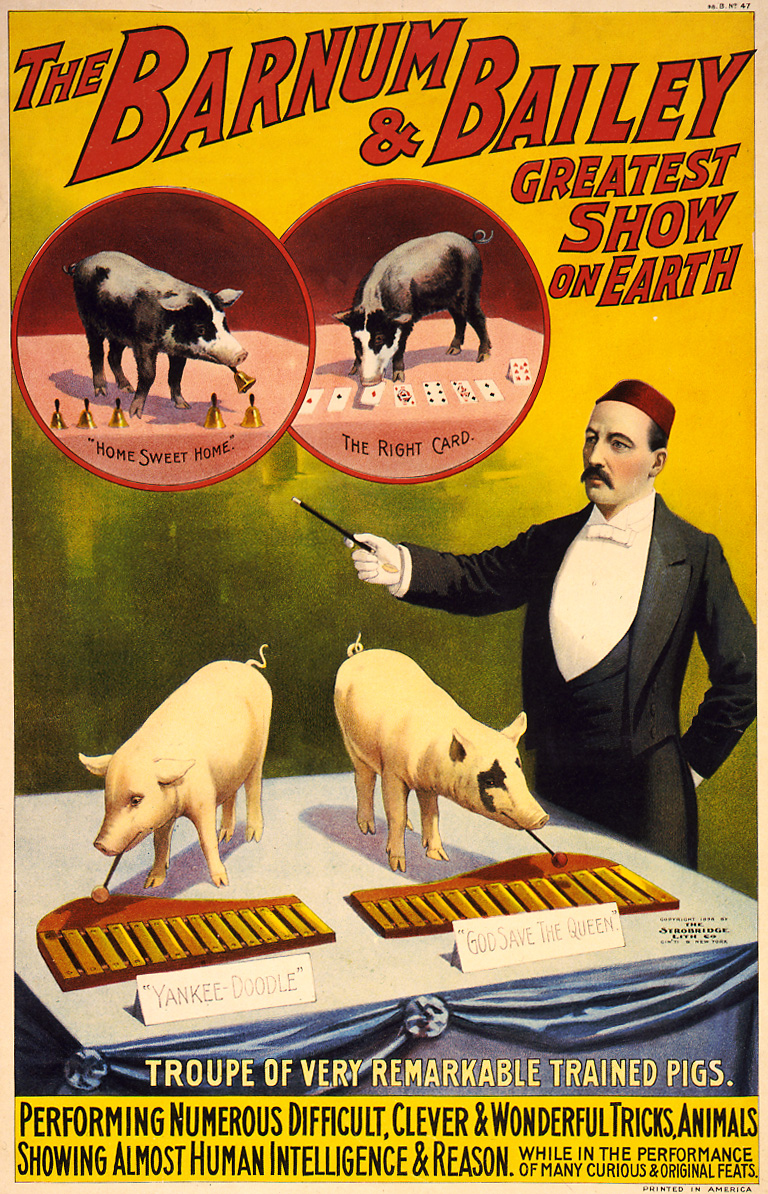
Affiche montrant des cochons dressés pour un spectacle en 1898. L'affiche déclare qu'ils « effectueront de nombreux tours difficiles, intelligents et merveilleux, des animaux montrant une intelligence et une raison presque humaines ».

### Intelligence
En fonction des critères testés, les cochons peuvent être considérés comme plus intelligents que les chiens ou encore ayant des capacités équivalentes aux chimpanzés,,.
Les cochons ont une bonne mémoire spatiale et mémorisent les meilleures sources de nourriture,.
Ils sont joueurs (balle, bâton, sautillements, poursuite...), et peuvent également interagir avec des jeux vidéo.
Ils peuvent réussir une variante du test du miroir où un bol de nourriture peut être trouvé uniquement en déduisant sa position du reflet du miroir, mais tous les cochons ne réussissent pas ce test.
Ils savent différencier leurs congénères ainsi que distinguer un humain familier d'un autre,.
Un cochon qui sait où se trouve un point de nourriture parfois peut développer une stratégie pour cacher son emplacement à un autre cochon qui a l'habitude de lui voler sa nourriture,.

### Reproduction

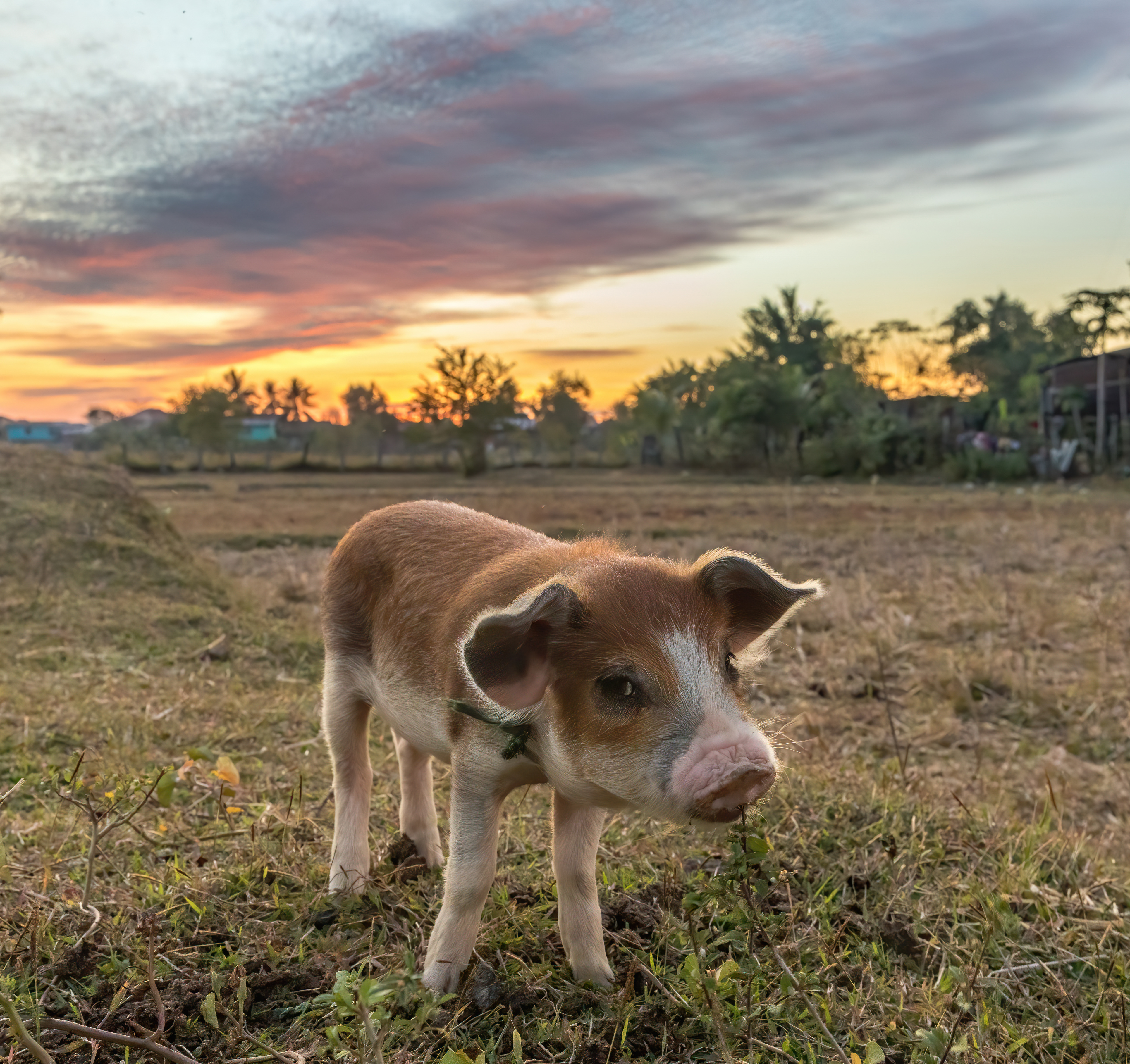
Un porcelet dans les rizières asséchées de la campagne de Don Det au Laos. Décembre 2023.

La période de gestation est habituellement de cent-quinze jours (que la sagesse populaire retient comme « trois mois, trois semaines et trois jours »).

## Usages

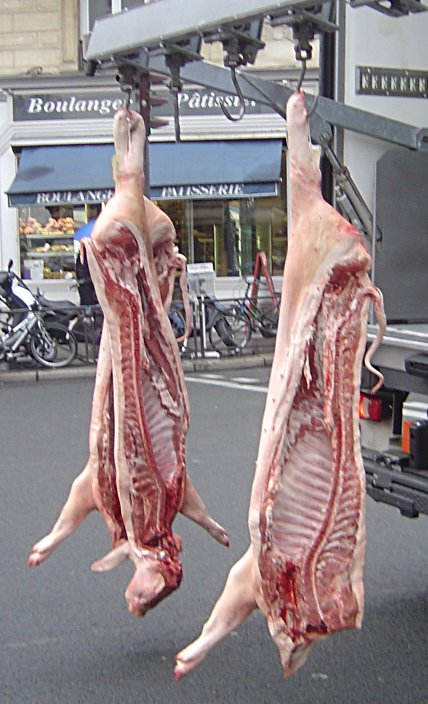
Demi-carcasses de porc en livraison.

### Consommation

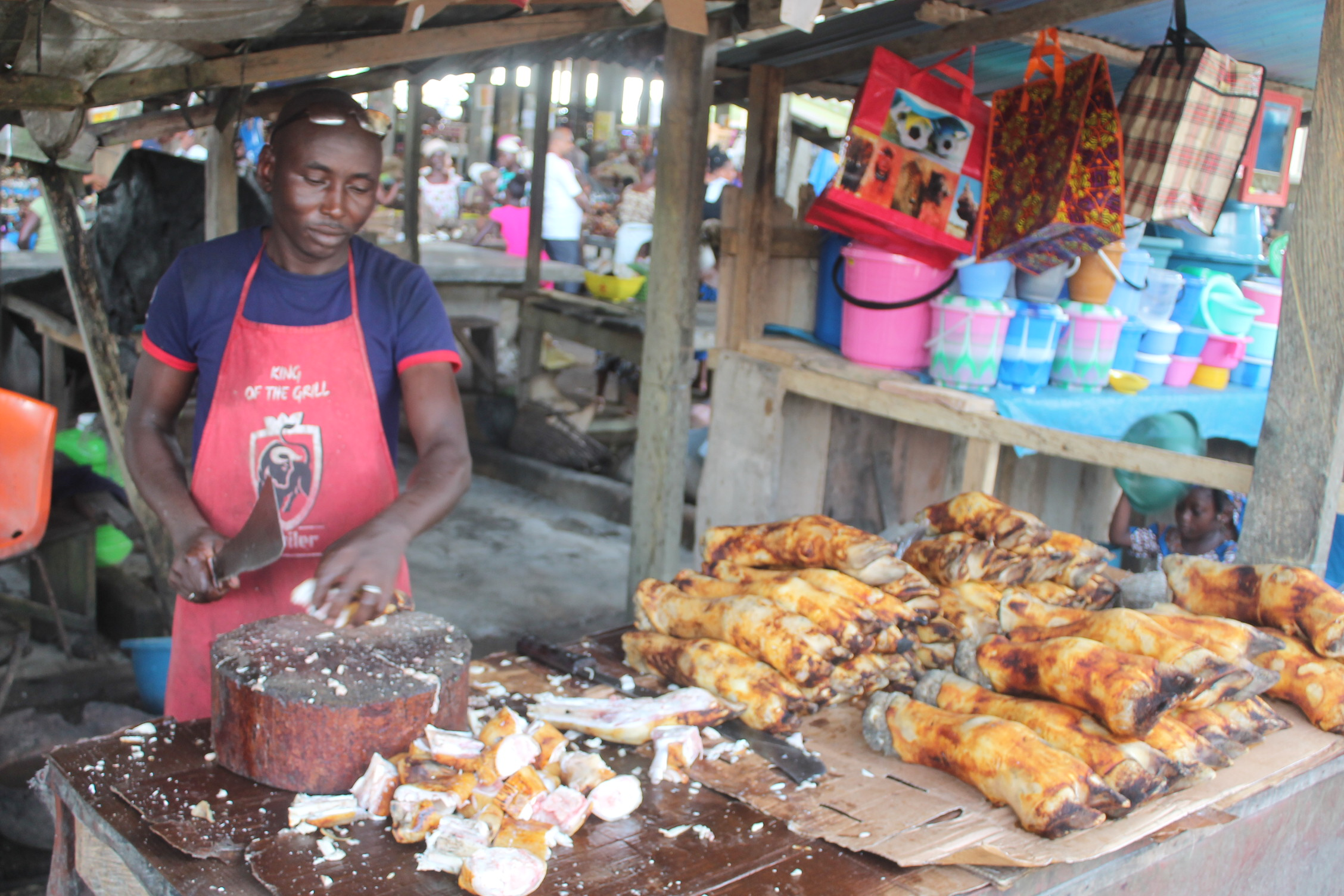
Viande de porc fumée vendue dans un marché d'Aboisso (Côte d'Ivoire).

Interdite dans les religions juive et musulmane, la viande de porc est parmi les viandes les plus consommées au monde. Elle présente un certain nombre de dangers sanitaires (vers, toxines) si elle n'est pas préparée convenablement (la viande de porc doit pour cette raison être soit cuite, soit tranchée très fine).
Presque toutes les parties du porc sont utilisables en cuisine, ce qui se traduit par le dicton populaire « Dans le cochon, tout est bon », expression attribuée à Brillat-Savarin. Dans Scènes de la vie future, Georges Duhamel visitant les abattoirs de Chicago fait remarquer que « seul le cri du porc » n'est pas récupéré chez cet animal.
Les soies de porc sont utilisées pour la fabrication de pinceaux et de brosses. Sa peau fournit un cuir utilisé pour la fabrication de vêtements, de doublure de chaussures et d’articles de maroquinerie variés.

### Nettoie-tout
Au XIIe siècle, les porcs, clochette au cou, divaguent dans les rues de Paris et en nettoient les immondices. L'un d'eux cause, le 13 octobre 1131, la chute et la mort de Philippe, fils aîné et héritier du roi Louis VI le Gros. À la suite de cet accident, un édit royal interdit la divagation des cochons. Les seuls cochons qui échappent à l'interdit sont ceux des confréries de moines Antonins. Saint Antoine l'ermite est donc souvent identifié par sa proximité avec un cochon.
Les restes d'aliments, les détritus de cuisine, les résidus de la fabrication de bière familiale ont fait partie, des siècles durant, de l'alimentation donnée aux porcs.

### Cueillette

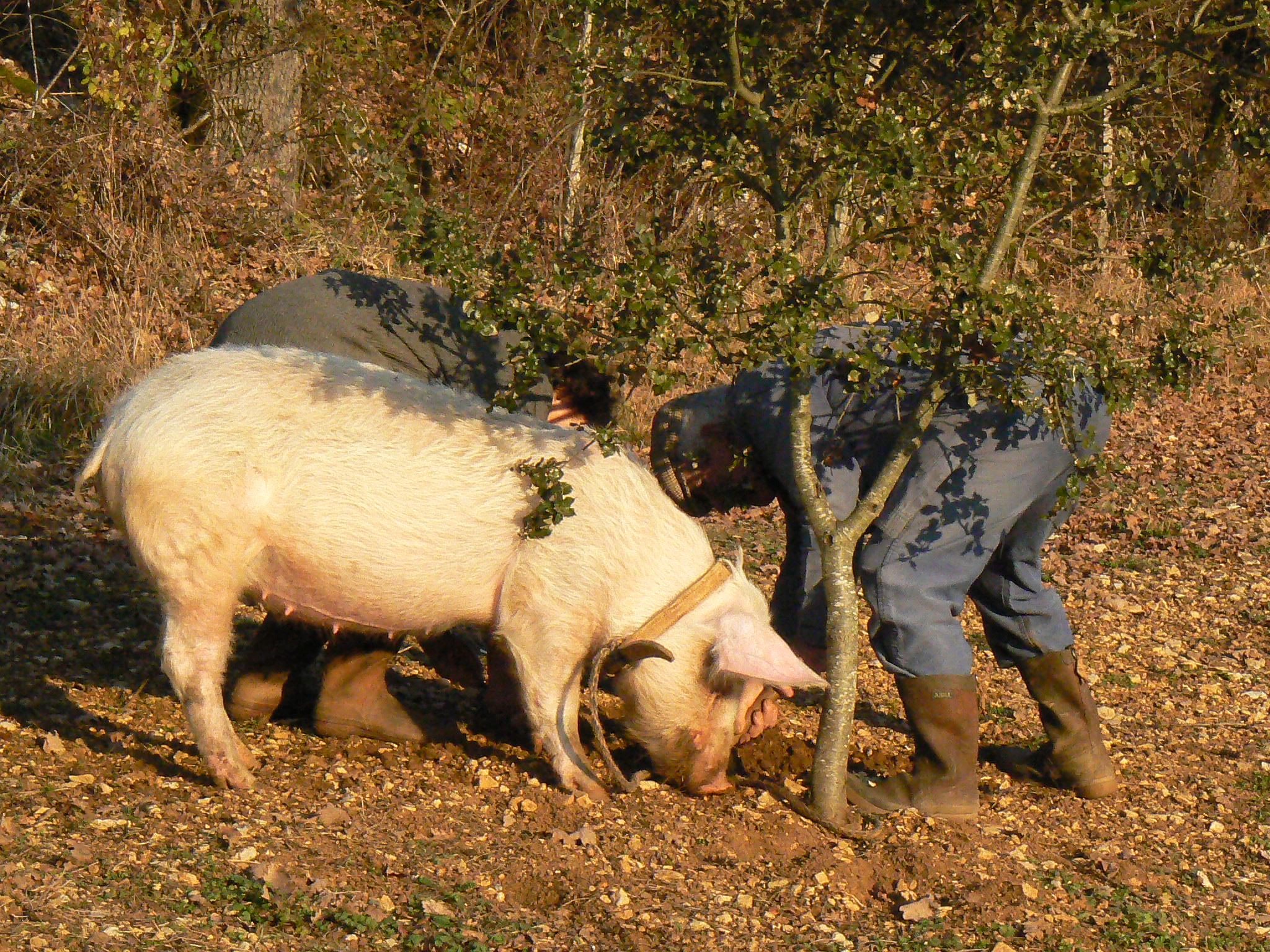
Cochon truffier.

Le cochon est utilisé pour son odorat dans la recherche des truffes.

### Animal de compagnie

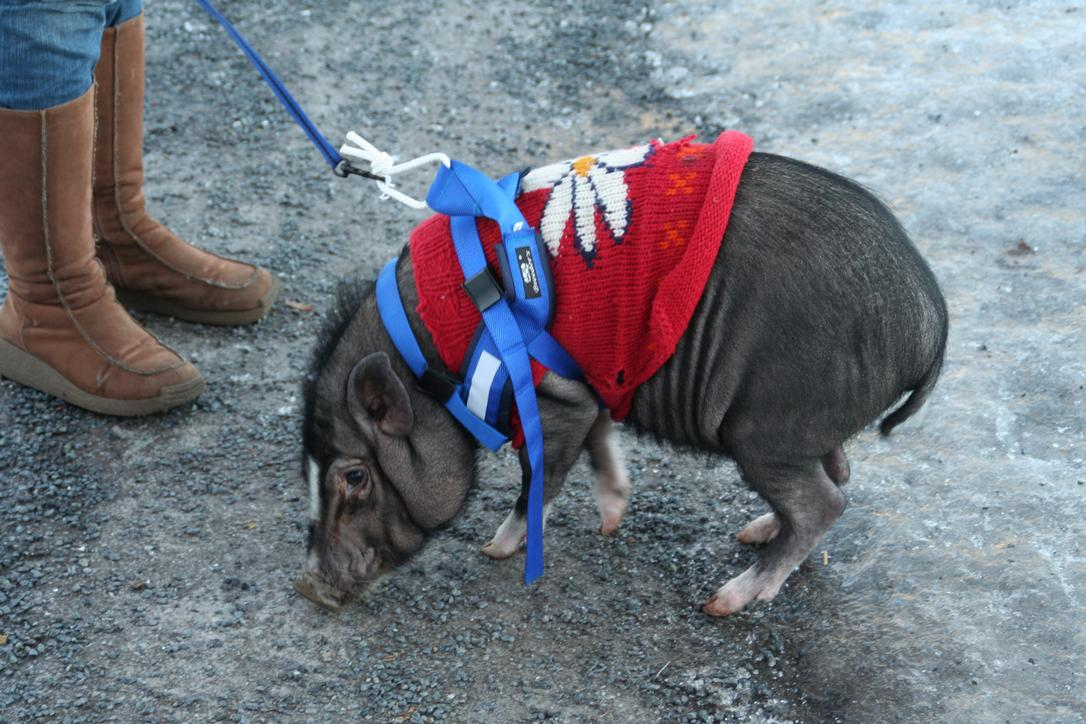
Cochon utilisé comme animal de compagnie.

La plupart des cochons utilisés comme animaux de compagnie sont des cochons de races dites naines. En tant que nouvel animal de compagnie (NAC), le cochon ne bénéficie pas de la législation européenne sur les animaux de compagnie, qui est propre aux carnivores domestiques (chiens, chats et furets) ce qui complique fortement son passage aux frontières. Il ne bénéficie pas non plus de la législation européenne propre aux équidés domestiques.
Cela suscite des débats pour que le cochon devienne officiellement un animal de compagnie, en tout cas au moins pour les cochons nains.
De nombreux foyers abandonnent leur animal soit parce qu'ils pensaient avoir acheté un cochon nain et qu'il se retrouvent avec un cochon de race bouchère, soit parce qu'ils n'ont pas su l'éduquer ou subvenir à ses besoins comportementaux spécifiques.

### Médecine
Sa constitution anatomique et biologique proche des humains et sa facilité d’élevage ont fait que le cochon est utilisé en recherche médicale et dans des applications thérapeutiques : chirurgie cardiaque (valves), production d'insuline et d'héparine (anticoagulant). La taille de ses organes internes est la même que celle des humains, ce qui en fait un bon candidat aux xénogreffes.
La peau du cochon est très proche de celle des humains et peut, elle aussi, recevoir des coups de soleil (contrairement à une idée répandue, ce ne sont pas les seuls animaux pour qui c'est le cas). Elle est ainsi utilisée pour le traitement des brûlures graves.

## Histoire de son usage par l'homme

### Domestication
La domestication de porcs a été faite dans deux foyers indépendants vers - 8000 au nord de la Mésopotamie et en Chine,. Selon Larson les plus anciennes traces connues de porcs domestiques se trouvent dans l'est de la Turquie et à Chypre, soit dans la région qui a vu la naissance de l'agriculture, et datent du IXe millénaire av. J.-C..
Dans le nord de la Mésopotamie, la domestication des porcs a suivi une voie mixte « commensale et proie » transformée en un élevage extensif qui a persisté comme forme dominante de gestion des porcs pendant plusieurs millénaires. Les données zoo-archéologiques sont encore insuffisantes pour spéculer sur les premiers stades de la domestication des porcs en Chine, mais le développement de l'élevage aurait été plus intensif (enclos et fourrage), tandis qu'il ne s'est pas développé au Japon.
La génétique montre une claire origine au sein de l'espèce Sus scrofa. Les races domestiques européennes ont certaines des spécificités génétiques des sangliers européens ; les cochons asiatiques sont plus proches des lignées des sangliers asiatiques.
Au Proche-Orient, la domestication du porc remonte au IXe millénaire av. J.-C. selon des études génétiques. Le porc a été domestiqué bien après les ovins et les bovins, car peut-être moins capable de transhumer, et donc de suivre des groupes humains nomades. Sa domestication correspondrait donc à la sédentarisation de groupes humains et à l’apparition de l’agriculture. Elle débute probablement en Asie Mineure, et est attestée à l’âge du bronze chez les Égyptiens et les Mésopotamiens.
En Chine, le porc constitue le premier bétail domestiqué aux alentours de - 9000 à Jiahu, vers - 8000 à Cishan. D'autres domestications dans le Sud de l'Asie sont probables.

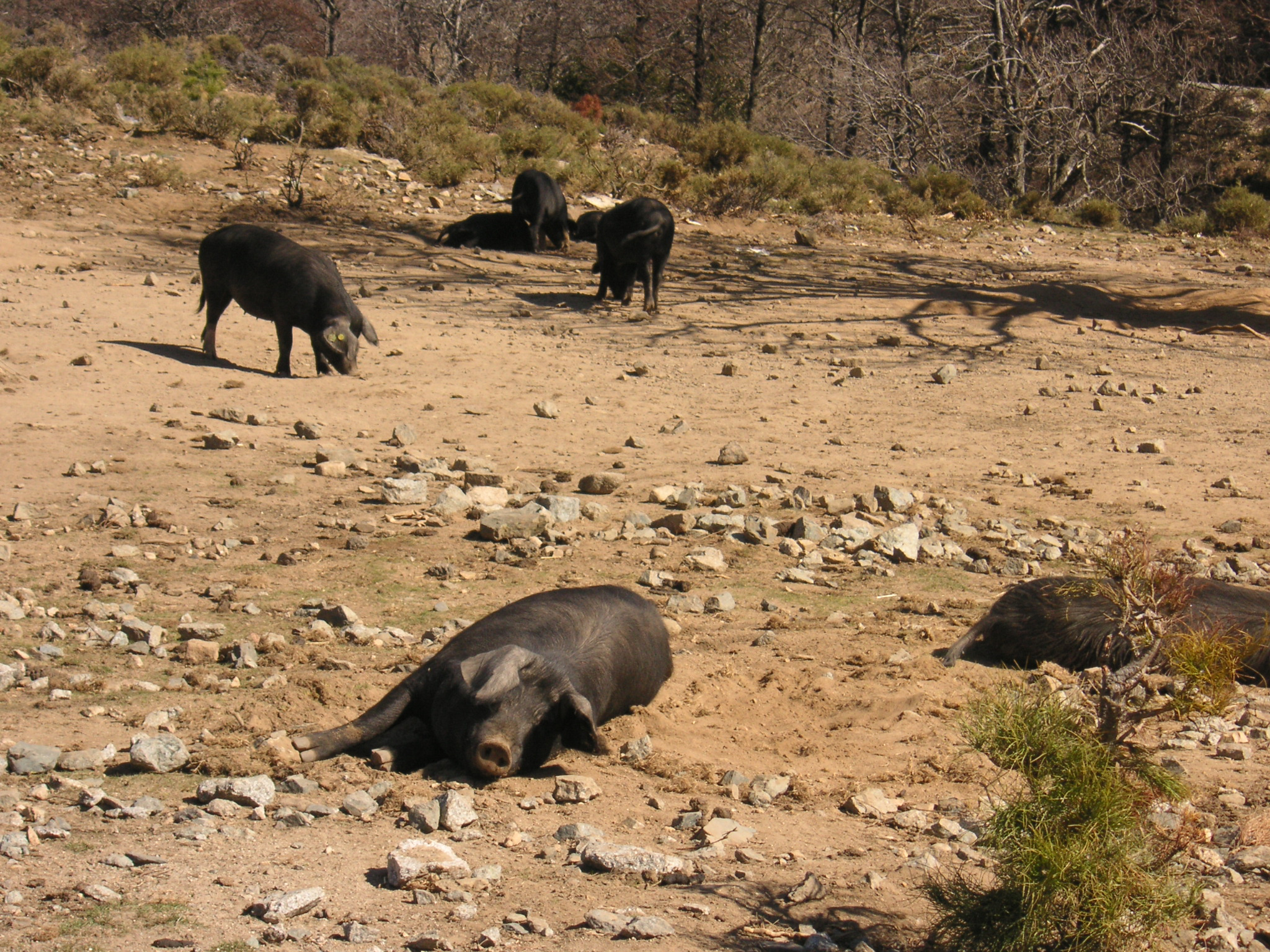
Des cochons sauvages corses, anciens cochons domestiques retournés à l'état sauvage, et seuls cochons d'origine européenne ancienne à avoir des origines moyen-orientales

La génétique montre que les porcs européens sont issus de lignages de sangliers européens. « Curieusement, l'haplotype Y2 a été identifié dans le cochon sauvage corse moderne, ce qui en fait le seul spécimen européen moderne à posséder un haplotype du Proche-Orient et suggère que la lignée de ce cochon descend des premiers porcs domestiques arrivé en Corse avec les premiers colons néolithiques de l’île ». Par contre, les analyses sur des porcs fossiles européens montrent pour des périodes anciennes (5500 à 3900 ans avant notre ère) la présence de porcs portant des marqueurs moyen-orientaux sur une route de pénétration des cultures néolithiques moyen-orientales qui va du nord de la mer Noire à la France. Ces animaux sont présents au côté de souches strictement européennes, qui finiront par les supplanter au IVe millénaire avant notre ère.

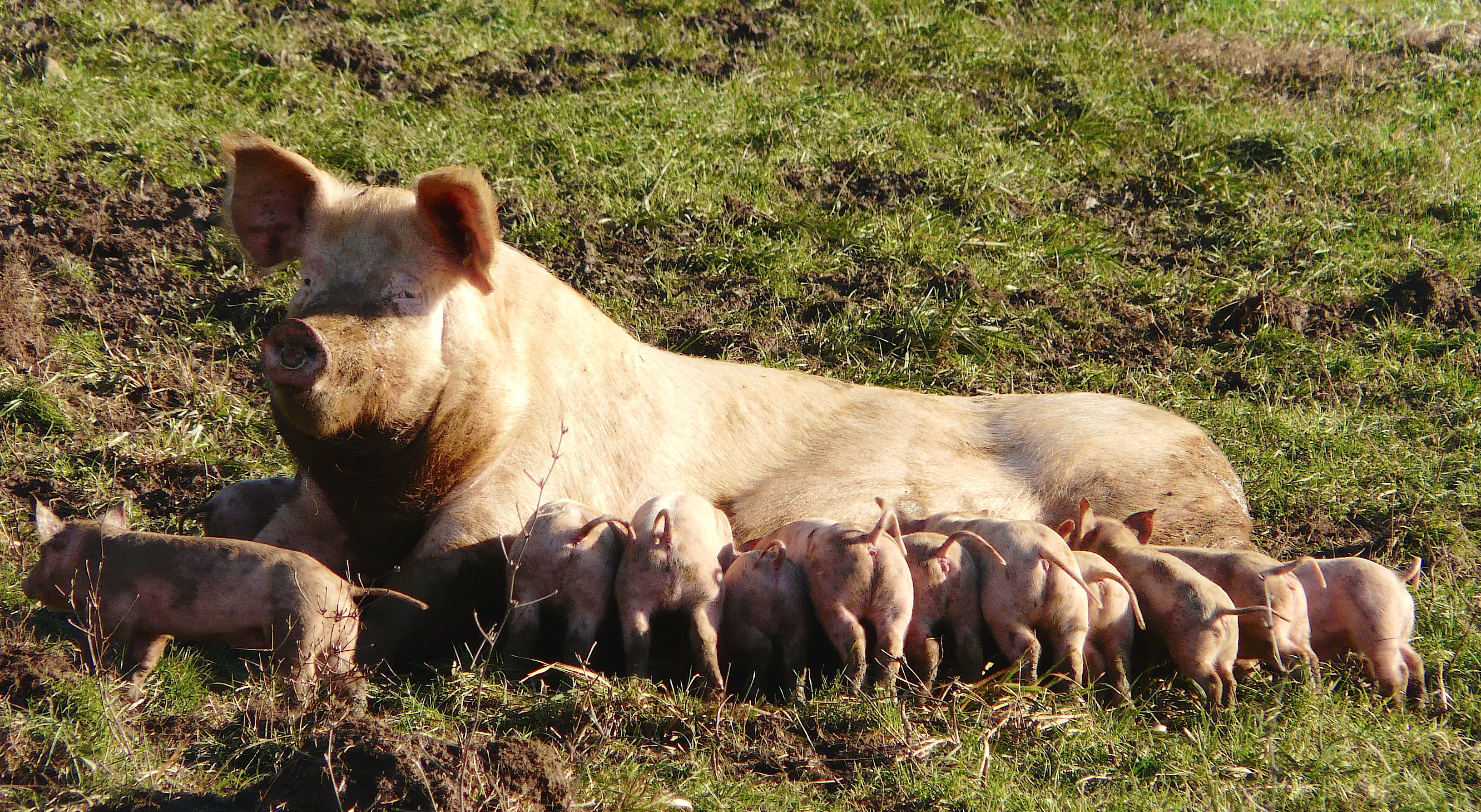
Truie et ses porcelets dans un élevage en plein air (Dordogne, France).

La facilité d’élevage et de reproduction du porc, l’abondance de sa viande vont faciliter son expansion rapide en Asie et en Europe. Mais certains peuples dont les Juifs ont considéré cet animal comme impur (tabou alimentaire). Les Juifs, conformément à leurs textes religieux, ne mangeaient que des animaux ruminants aux sabots divisés, comme les bovins et les agneaux. L'animal fait l'objet du même interdit dans l'islam.
En Angleterre, du temps de Guillaume le Conquérant, les forêts étaient encore si nombreuses et étendues qu'elles n'étaient pas valorisées par la quantité de bois, ou ce qui pourrait être abattu chaque année, mais par le nombre de porcs que les glands pouvaient entretenir. L'explorateur espagnol Hernando de Soto, introduisit des porcs en Floride en 1539, comme source de nourriture pour les colons, et comme les autres animaux qui furent introduits dans les bois entre 1565-1732, ils se féralisèrent et finirent par perturber dramatiquement certains écosystèmes, notamment celui du pin des marais. Falmouth, en Virginie, a été surnommé « Hogtown » pendant la période coloniale à cause de tous les porcs qui couraient librement dans la région, et ce nom s’est longtemps maintenu au XXe siècle. Aujourd’hui en Virginie beaucoup de porcs continuent à s'échapper des enclos de ferme, et constituent un fléau dont l'État tente de se débarrasser. New-York est connue pour ses porcs éboueurs qui nettoyèrent ses rues des ordures ménagères jusqu'au XIXe siècle.

#### Évolution de la morphologie
Le premier porc ressemblait bien plus à un sanglier qu'à un cochon, mais avec le temps, son museau s'est raccourci, son crâne s'est élargi, sa masse musculaire a diminué au point que certaines espèces de porc ont presque entièrement perdu leurs poils.
La cause principale est que les humains ont sélectionné des races à la morphologie et au caractère leur convenant. Autrefois plus petits et rustiques et adaptés à la vaine pâture ou à la stabulation en forêt, les porcs sont devenus de plus en plus gros. Aujourd'hui, les élevages industriels utilisent des variétés de grande taille, à croissance rapide.
En raison d'une demande croissante, le « grand porc blanc » a presque complètement évincé différentes races de porc laineux au XXe siècle. Certaines races (ex : porc craonnais et porc flamand) ont plus récemment disparu (respectivement en 1958 et dans les années 1960),.

#### Difficulté d'élevage
À la suite d'une intense pression de sélection, très exacerbée par le développement de l'insémination artificielle et notamment pour des raisons de consanguinité, le porc fait partie des espèces domestiquées sensibles à la cryptorchidie (non-descente ou descente anormale des testicules chez l'embryon ou le porcelet mâle). Selon l'INRA, sur la base d'enquêtes faite en abattoirs, cette malformation génitale fluctue entre 0,5 et 2,2 % des mâles. Les différentes races y sont plus ou moins sensibles mais au sein d'une même race, le taux de mâles victimes de cette affection ne varie pas (ex : héritabilité estimée à 0,21 au sein de la « race Duroc » et à 0,28 pour la race « Landrace  »). 80 % des ectopies testiculaires sont unilatérales et 20 % sont bilatérales, comme chez le chien. Chez le porc, l'ectopie est plutôt abdominale qu'inguinale et elle est située à gauche plus qu'à droite. Elle est souvent associée aux hernies et semble plus fréquente quand la taille de la portée diminue.

### AuxXVIIeetXIXesiècles

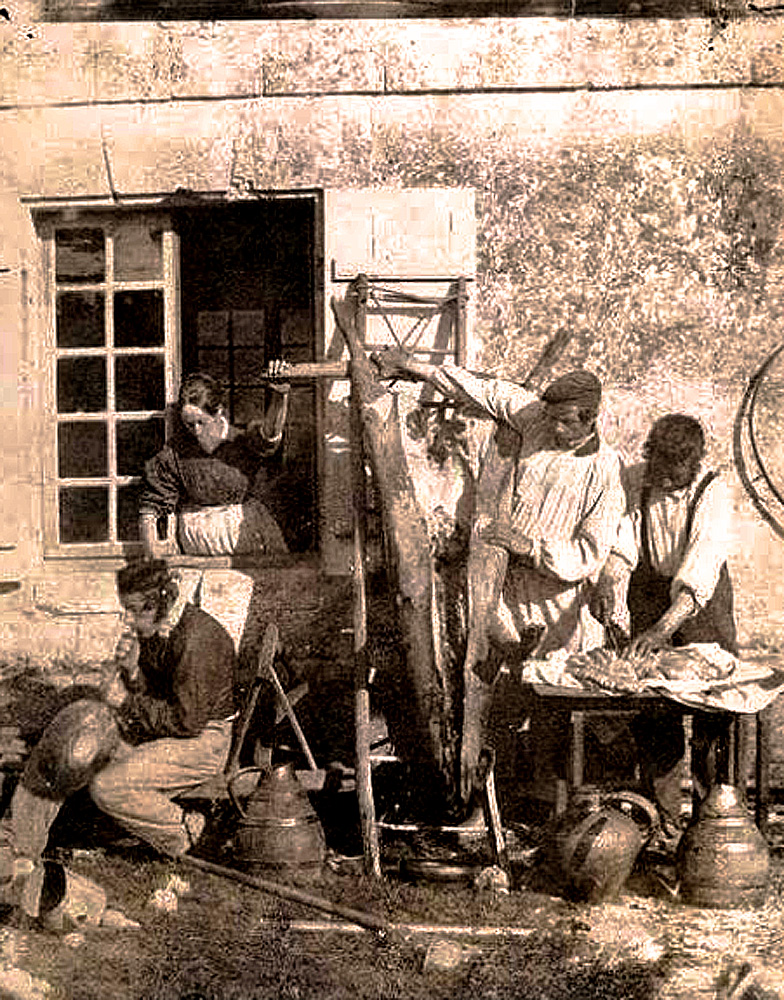
Le dépeçage du cochon en 1850, par Louis Adolphe Humbert de Molard.

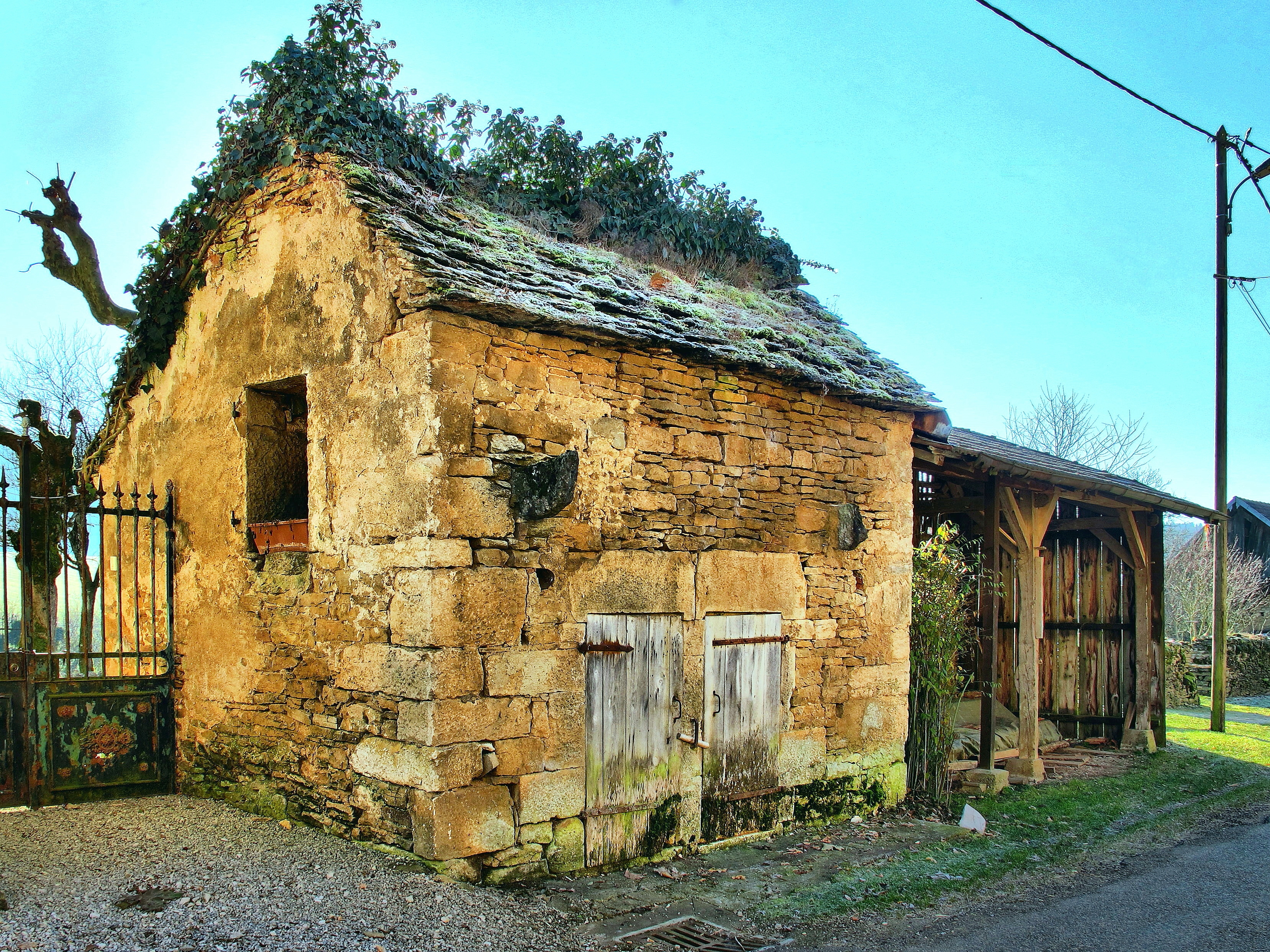
Pour l'engraissement, le propriétaire qui possède plusieurs cochons, choisit le meilleur et l'enferme dans la soue.

En France, au XVIIIe siècle, dans les campagnes, la viande fraîche, rôtie ou bouillie, ou en pâté n'était consommée qu'aux grandes occasions : fêtes religieuses ou événements familiaux, dont le plus gastronomique était « les noces ». L'apport carné le plus courant était à base de viande de porc, salée ou fumée, avec lard et saindoux apportant un intéressant apport en énergie aux paysans et ouvriers.
La mise à mort du cochon était un des grands moments de la vie familiale et des villages ruraux, et une occasion de convivialité festive. Pour beaucoup, la plus grande fête de l'année était le jour où l'on tue le cochon, dit « le jour du cochon ». Toute la famille, et les voisins à charge de revanche, étaient mobilisés pour l'occasion – les enfants étaient dispensés d'école. La mise à mort était opérée par un homme de la maisonnée ou par un spécialiste des environs ; certains d'entre eux étaient renommés pour leur tour de main et pour la qualité des préparations qu'ils fabriquaient. Le tueur opérait de bon matin, de préférence par une journée sèche et froide. Les hommes de la maison préparaient une grande chaudière d'eau bouillante et une grande table, alors que les femmes préparaient les récipients, les torchons, le sel et les épices. Le goret était égorgé d'un coup de couteau coupant la carotide. Tenu par les hommes les plus costauds l'animal poussait des cris perçants qui ne cessaient qu'avec sa mort. Le sang était précieusement recueilli dans une terrine et brassé pour éviter la coagulation, puis le porc était nettoyé, découpé et les cochonnailles (boudin, saucisses, saucissons, jambons, noix, etc.) préparées.

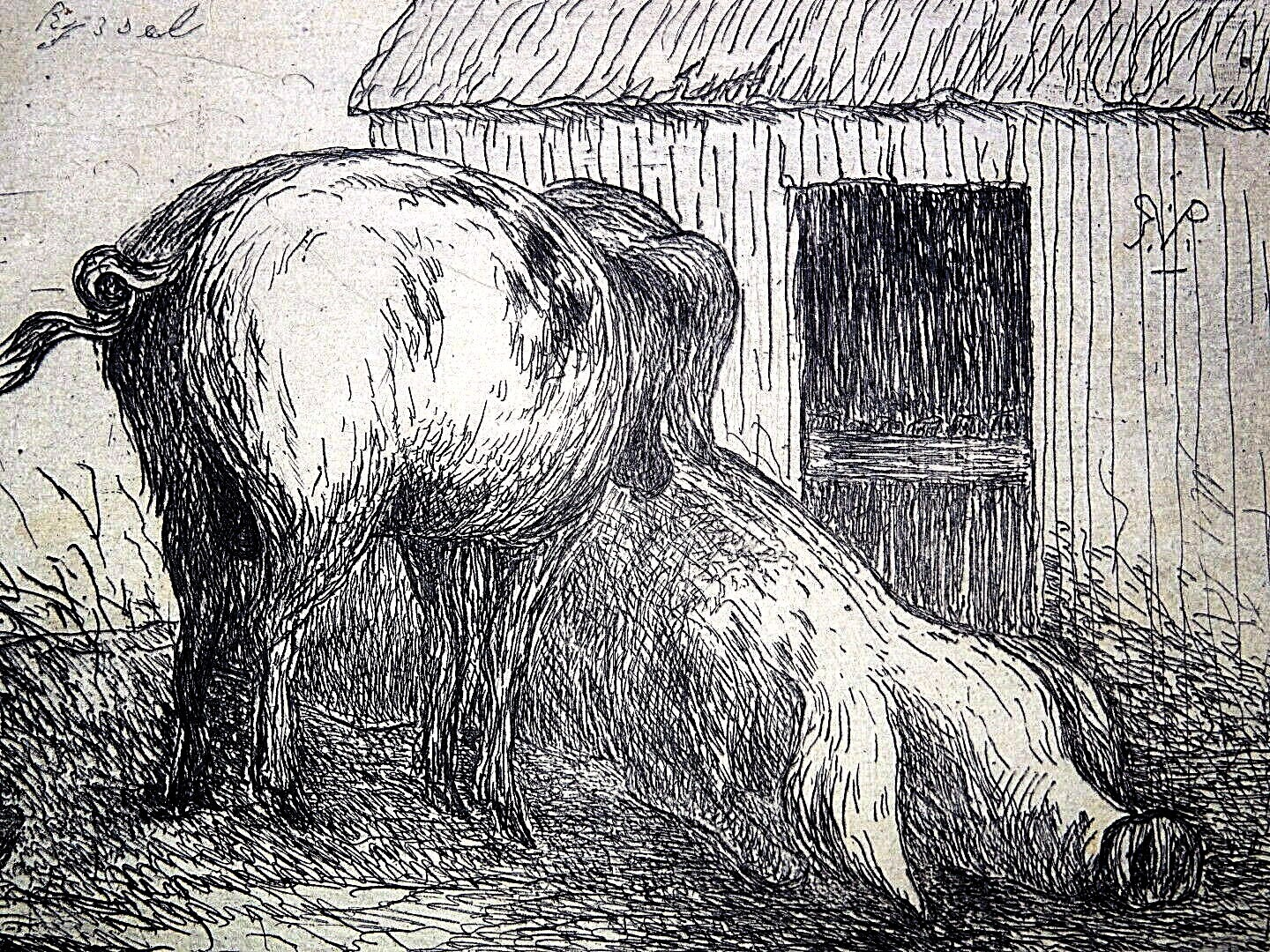
Paul Gachet, "Cochons" (1856 ou 1876).

L'élevage porcin se développa particulièrement en France, en Allemagne et en Angleterre au cours du XIXe siècle pour ravitailler en viande et à bas prix les villes industrielles. La viande de porc, accompagnée de pommes de terre, devint la base de la nourriture populaire d'autant plus qu'elle répondait au goût des consommateurs, alors que les peuples méditerranéens étaient plutôt amateurs de viande de mouton. La viande rouge bovine était un luxe inaccessible aux bourses modestes. Les cochonnailles apprêtées de multiples façons (pommes de terre, choux, choucroute, haricots blancs, pommes…) était le menu le plus courant.
En 1789, la France passe d'une production de quatre millions de porcs à une production de 6,3 millions en 1880 — à comparer aux 15 millions de 2001 essentiellement fournis par les porcheries industrielles. Dans le même temps, le poids moyen des porcs augmente. Certaines régions se spécialisent dans l'engraissement (Bretagne, Savoie, etc.) alors que certains départements, appelés « naisseurs », se spécialisent dans la fourniture de porcelets destinés à l'engraissement (Puy-de-Dôme, Ain, Loire, Allier, Nièvre, Saône-et-Loire). L'ancienne race gauloise de couleur noire est peu à peu évincée par les gros cochons blancs anglais « large white », arrivant rapidement à leur poids de vente (entre 100 et 150 kilos).

### AuXXesiècle
Au début du siècle, en Europe, l'élevage de porc est très rémunérateur ; juste avant la Première Guerre mondiale, un éleveur produisant 140-160 porcs annuellement avait un bénéfice annuel net de 6 à 8 000 francs-or, soit 4 à 5 fois le salaire moyen annuel d'un ouvrier spécialisé des usines (environ 1 530 francs.[réf. nécessaire]

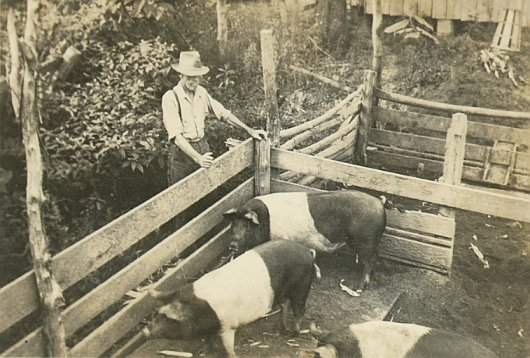
Élevage familial de cochons.

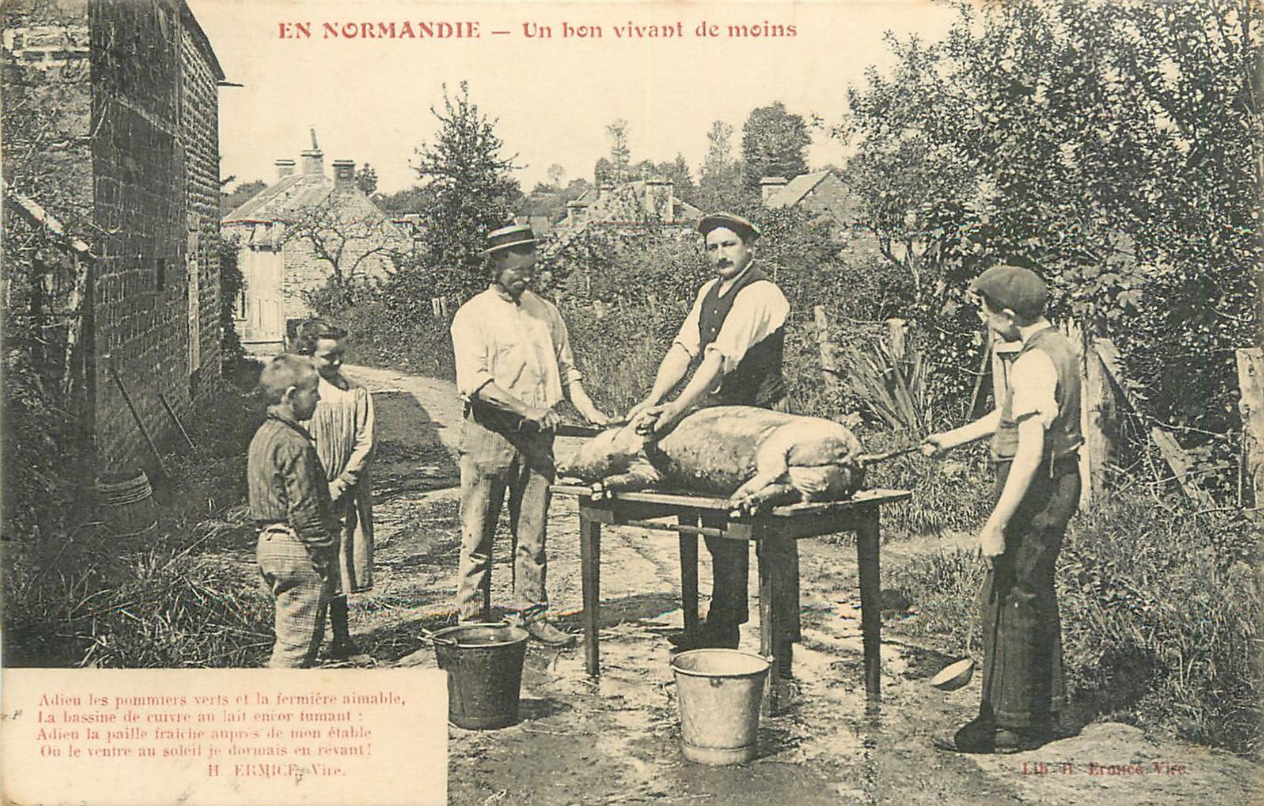
Tuade du cochon au début du XXe siècle.

Après l'armistice de 1918, la période de la reconstruction est l'occasion de développer l'adduction d'eau potable (alors dite « verdunisée ») et l'électricité dans les campagnes. C'est le début d'une période d'intense industrialisation de l'agriculture et de l'élevage ; la première porcherie expérimentale industrielle de France est ainsi construite en 1928-1929 sur le « Domaine de Molleville », à Consenvoye, près de Verdun, au cœur d'une zone dévastée (classée zone rouge, interdite aux labours et culture en raison des munitions) sur 25 ha sur un sol criblé de trous d’obus, nivelé après traitement par des amendements chimiques riches en phosphore (déchets industriels). On y élève selon des principes hygiénistes et de rentabilité de « grands porcs blancs ».
Ce lieu a produit une partie de l'élite de la génétique porcine de l'époque (cette ferme expérimentale est aujourd'hui redevenue une ferme céréalière). Les hangars de tôle et les silos sont installés dans les campagnes, dont en Bretagne. Paradoxalement, malgré des progrès constants dans la compétitivité des éleveurs, cet élevage sera au XXe siècle parfois assez peu rémunérateur (fréquentes « crise du porc » ou du « prix du porc »).
À partir des années 1970, alors que le remembrement et les hangars industriels artificialisent les paysages ruraux, la déshumanisation des élevages, les problèmes de pollution (nitrates et métaux lourds) et de manque de surface d'épandage pour les lisiers, de nitrates, d'odeur se développent. La concentration du marché et des abattoirs (dont beaucoup sont fermés) et l'endettement de certains exploitants (de plus en plus dépendants des prix de l'énergie et de la nourriture animale industrielle qu'ils doivent acheter), s'ajoutant à certains problèmes vétérinaires (maladie mystérieuse du porcelet) et sanitaires (antibiorésistance), rendent cet élevage moins attractif.
La demande des consommateurs évolue. Alors qu'autrefois tout se mangeait dans le cochon, le jambon devient le produit phare, et l'on demande de la viande moins grasse. Une partie de la production doit donc être recyclée en farine animale. On se demande au moment de la crise de la vache folle si le porc est sensible aux prions.
Malgré un suivi scientifique plus important et divers dispositifs régionaux, nationaux et mondial (OMS/OIE) d'épidémiosurveillance et d'alertes, des zoonoses émergentes (grippe porcine, peste porcine, susceptible de se transmettre aux sangliers et/ou à l'homme) ou réémergentes se développent, dont de nouveaux syndromes d'abord incompris, qu'on attribue à un « agent de Lelystad » (apparemment viral sur la base d'un syndrome grippal et d'anticorps repéré chez une majorité des porcs malades avant d'être moléculairement caractérisé comme une « molécule d'ARN polyadénylé » en 1993 et étudié jusqu'aux années 2000 au moins,), sources d'épidémies dans de nombreux élevages, mais s'exprimant différemment selon les élevages (ex : [Syndrome dysgénésique et respiratoire du porc] (SDRP) ou PRRS-Maladie mystérieuse des porcelets déclarée en Europe, d'abord en Allemagne en 1990, et suivie depuis 1987 en Amérique du Nord puis en Amérique du Nord : Syndrome HAAT-pneumonie interstitielle (en raison de pneumonies interstitielles (PI) ou de pneumonies proliférative et nécrosantes (PPN) renommé SRPP pour syndrome reproducteur et respiratoire porcin car responsable de nombreux avortements depuis le début des années 1990. Ce virus (Porcine reproductive and respiratory syndrome virus ou PRRSV) a été récemment classé dans la famille récemment créée des Arteriviridae où l'on trouve le genre Arterivirus ainsi que d'autres sources de zoonoses tels que le « virus de l'artérite équine » ou EAV pour equine arteritis virus, le lactate dehydrogenase-elevating virus (LDV), et le « virus de la fièvre hémorragique simienne » ou SHFV pour simian hemorrhagic fever virus.
Et de 2006 à 2008, une « maladie mystérieuse » (« neuropathie inflammatoire progressive ») se développe dans les abattoirs nord-américains. Elle est associée à une inflammation de la moelle épinière (causant fatigue, douleurs, picotements et engourdissements dans les bras et les jambes…) touche les ouvriers d'abattoirs, notamment ceux qui sont chargés de la découpe des têtes.

## Économie

### Production

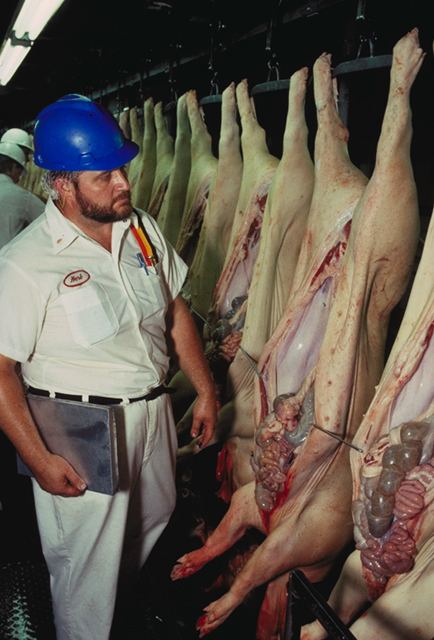
Inspection de la viande, aux États-Unis.

La production mondiale de porcs est en 2014 d’environ 109 millions de tonnes, soit 790 millions d’animaux. Elle a augmenté en 2015 de 3 %, sauf en Chine premier producteur mondial avec 49,8 % du marché mondial, en baisse de 3,5 %. La Chine est suivie par l'Union européenne avec 21,4 % de la production mondiale.

### Échanges mondiaux et européens
La Chine et l'Union européenne (UE) sont les acteurs principaux des échanges mondiaux. En 2012, l'UE représentait 57,6 % des importations russes ; en 2015 c'est le Brésil qui est devenu le premier fournisseur de la Russie (71,6 %). Malgré tout, l'Union européenne a retrouvé un marché à potentiel élevé en Asie dont la demande est de plus en plus élevée.

### Situation de la France
La consommation individuelle régresse −7,6 % de 2005 à 2015, à mettre en regard d'une augmentation de la population de 5,4 %. De 2008 à 2014, si le cheptel de truies diminue, la productivité numérique augmente de 1,5 %. En 2015 le cheptel de truies baisse de 0,05 % ; le poids moyen du porc charcutier à la carcasse augmente de 1 kg, soit une augmentation de 1,1 % TEC (Tonnes Équivalent Carcasse).

### Systèmes d’élevage
Traditionnellement, chaque foyer de paysans élevait quelques porcs pour son alimentation et ces porcs divaguaient librement aux abords de la ferme. Ils se nourrissaient souvent seuls, avec ce qu’ils pouvaient trouver en fouinant la terre avec leur groin, à la recherche de vers, de racines et de détritus en tous genres. Les naissances avaient lieu au printemps, ce qui permettait de les engraisser à l’automne avec les glands et les châtaignes.
Environ 24 millions de cochons sont abattus chaque année en France pour l’alimentation humaine. D'autres, jugés trop faibles après leur naissance, sont tués par « claquage », méthode consistant à les frapper contre un mur ou une paroi.

#### Gestation
Les truies portent leurs petits (environ 12-15 d'1,5 kg chacun à la naissance) pendant 3 mois 3 semaines et 3 jours. Elles peuvent avoir 2 portées ou un peu plus par an.

#### Sevrage
Les truies allaitent toujours leurs petits. Le sevrage a lieu à 26-30 jours en élevage intensif et 42 jours en élevage biologique.

#### Porc de plein air

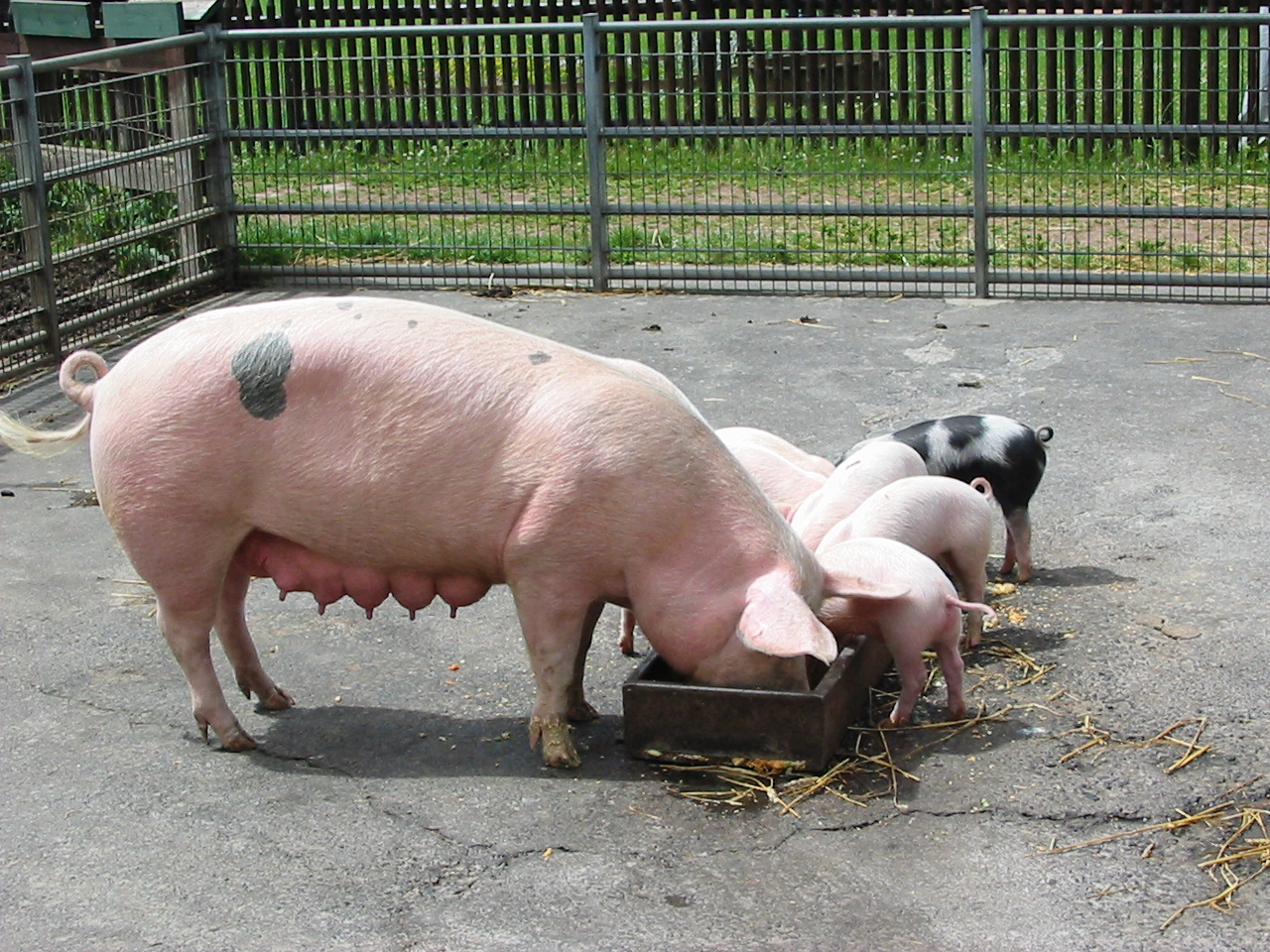
Truie avec ses porcelets.
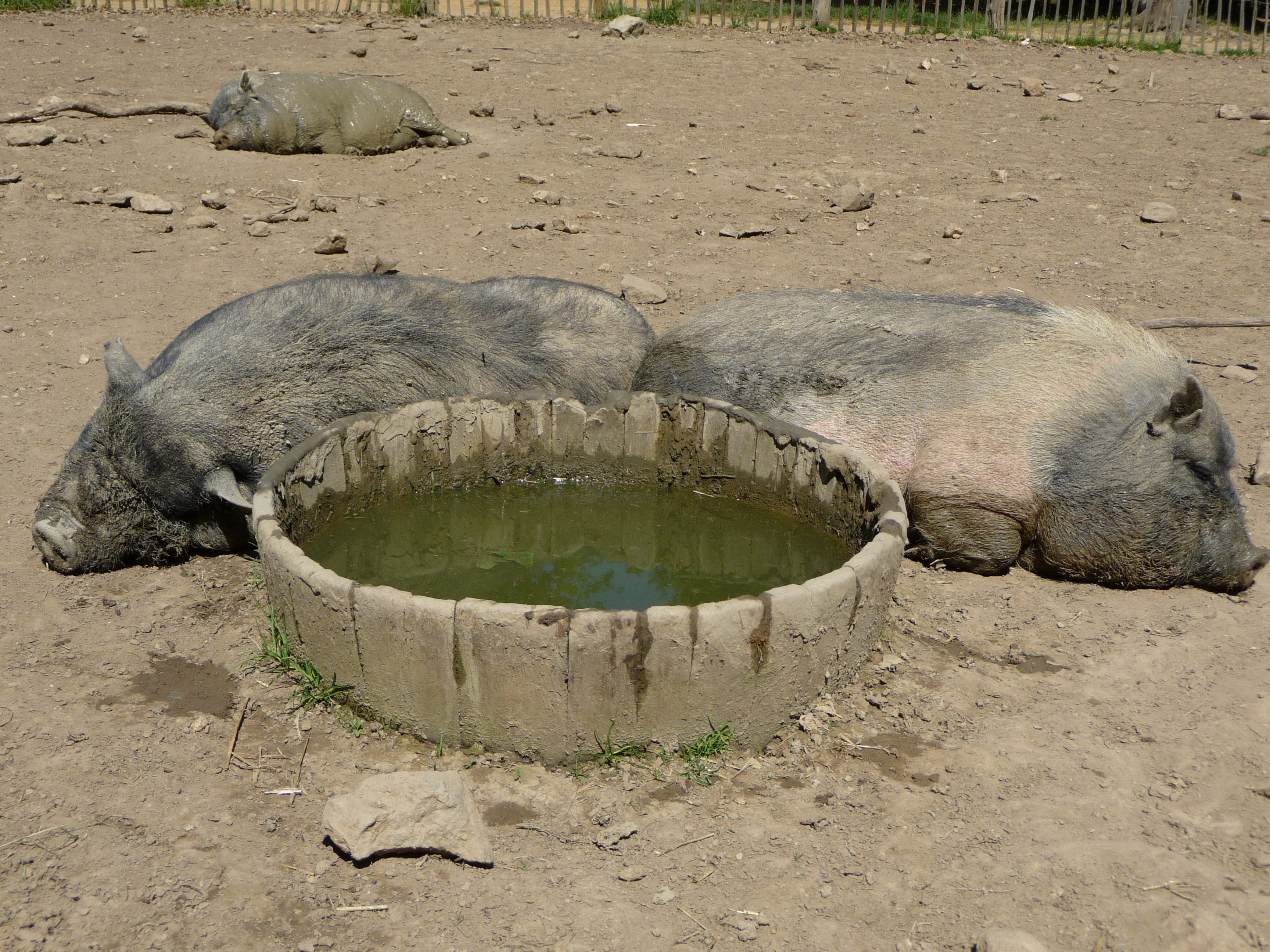
Cochons domestiques au repos.
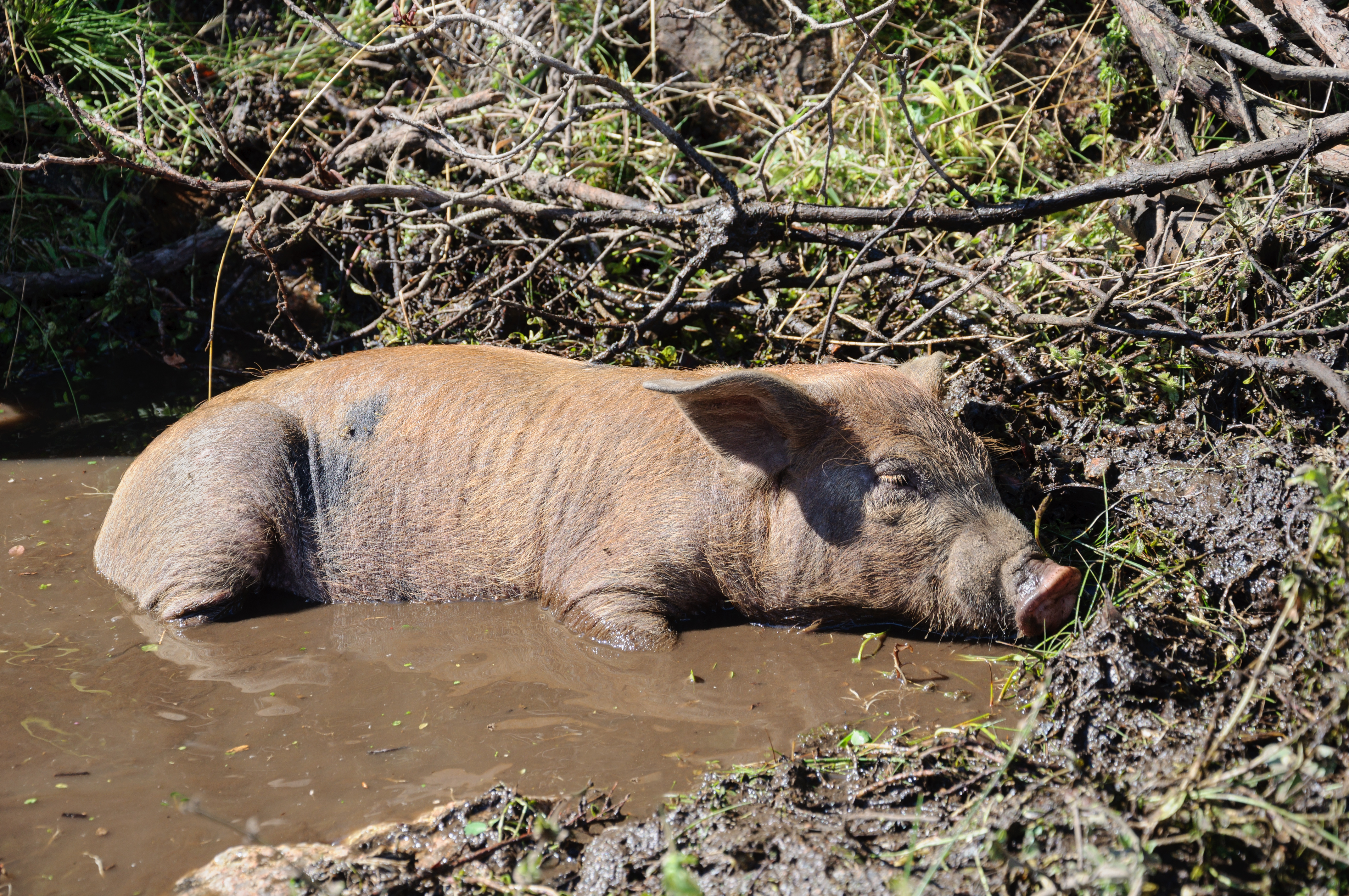
Cochon domestique de plein air en Corse-du-Sud.
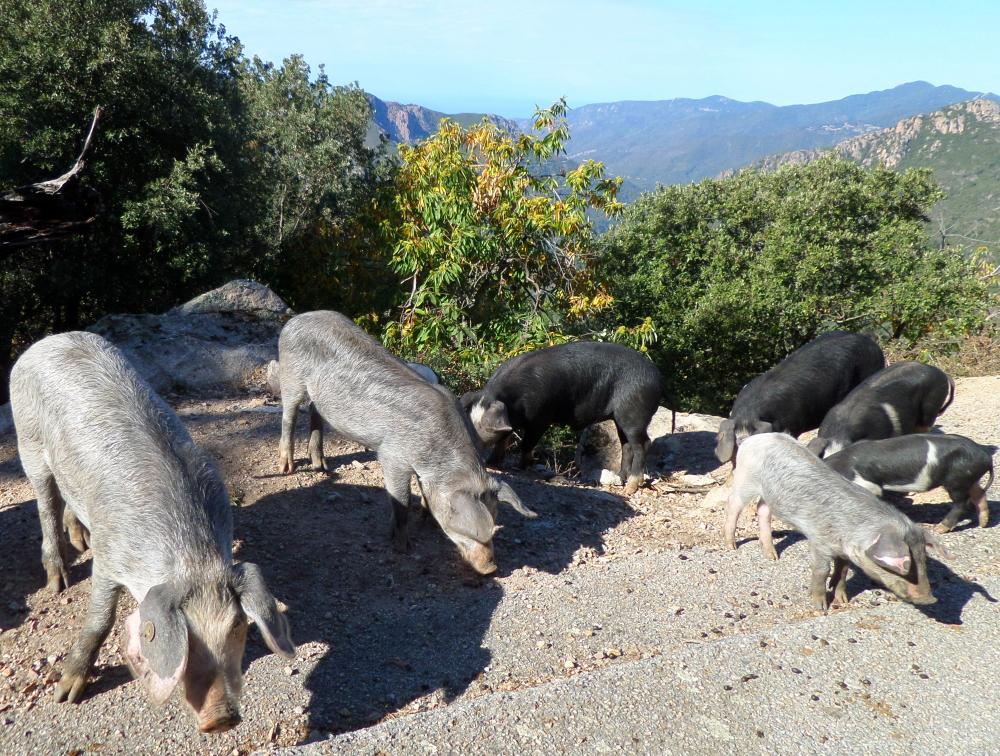
Le Porcu nustrale de Corse.

Cet élevage extensif a été pratiqué dans les pays méditerranéens dès l'Antiquité, un porcher conduisant les porcelets sevrés et les jeunes à la glandée. Les porcs plus âgés étaient resserrés en permanence dans des enclos et nourris « à la main ». À la saison des châtaignes, olives, etc., toutes les bêtes étaient tenues éloignées des arbres.
De nos jours, la conduite des porcs en plein air consiste à élever des porcs toute l’année à l’extérieur sur une prairie et à les loger dans des cabanes, ou bauges, adaptées. Un treillis lourd constitue l’enceinte extérieure du site de production, un couvert végétal résistant assure la couverture du sol, des abreuvoirs adaptés fournissent l’eau potable et des zones ombragées limitent les effets néfastes des chaleurs excessives. En élevage, les truies sont séparées, par stade physiologique et par bande, avec des clôtures électriques. La prairie est divisée en parcs de gestation et de maternité dont le nombre est fonction de la taille de l’élevage et du type de conduite en bandes. Les cabanes sont posées à même le sol.
Les porcelets sont classiquement sevrés à 28 jours d’âge (en mode de production biologique, ils le sont plus tard). À ce stade, ils peuvent rejoindre le mode de production en porcherie ou poursuivre leur vie au grand air pour six semaines de post-sevrage et quatre mois d’engraissement. Au sevrage, les truies bouclées au groin sont transférées en bâtiment d’insémination. Elles passent ainsi toute leur vie à l’extérieur, sauf durant la courte période qui va du sevrage des porcelets au diagnostic de gestation. Engraissés en plein air, les porcelets sont logés dans des cabanes adaptées et ont accès librement à une prairie. Des exigences de production particulières sont dictées par le cahier des charges de la filière à laquelle les porcs sont destinés. Une attention spécifique est accordée à la mise à jeun. Ils sont abattus à un poids généralement plus élevé que dans la filière classique.
En Belgique, la dénomination « Le Porc Plein Air » est attribuée comme signe de qualité officiel pour les porcs élevés sur la base de ce mode de production. Il existe aujourd'hui trois filières en France qui pratiquent ce mode d'élevage « en plein air », spécifié par les marques agroalimentaires suivantes : Porc d'Auvergne, Porc du Sud-Ouest et Porc de Vendée.

#### Élevage intensif
L'élevage intensif de type industriel représente plus de 90 % des élevages en France et la quasi-totalité en tonnage de la viande de porc produite dans le monde à cause de ses prix de revient fortement abaissés. Il consiste à regrouper les porcs dans des bâtiments appelés « engraissement » munis de grandes pièces avec plusieurs cases placées sur des fosses ou conduits à caillebotis facilitant la gestion du lisier. Ces pièces n'ont pas besoin de chauffage sauf pour les jeunes porcelets qui nécessitent un chauffage d'appoint généralement un chauffage mobile à fioul ou au gaz. Pour réguler la température suivant l'âge des porcs (généralement de 27 °C pour les plus jeunes à 21 °C pour ceux en fin d'engraissement), on utilise des ventilateurs régulés rejetant le surplus d'air chaud. Le bien-être animal dans les élevages de porcs est régi dans l'Union européenne par la directive du conseil 91/630/EEC, transposée en droit français par l'arrêté ministériel du 16 janvier 2003 établissant les normes minimales relatives à la protection des porcs. Ces réglementations prévoient qu'un porc de plus 110 kg dispose de 1 m2 de surface d'élevage, un porcelet de 0,15 m2. Pour éviter que les porcs se mutilent entre eux, en particulier la queue, cette dernière peut être coupée et les dents (appelés coins) des jeunes porcelets meulées ou coupées. La grande majorité des éleveurs castre ses porcelets à vif avant l'âge de sept jours, afin de réaliser des économies de temps et d'argent[réf. souhaitée].
À l'automne 2010, un groupe de réflexion mis en place par la Commission européenne sous l'autorité de la Direction générale de la Santé et des consommateurs fait des recommandations de principe sur la castration des porcs : à compter du 1er janvier 2012, la castration chirurgicale devrait se faire, le cas échéant, avec analgésie et/ou anesthésie prolongée au moyen de méthodes mutuellement reconnues ; dans un deuxième temps, la castration chirurgicale devrait être abandonnée le 1er janvier 2018 au plus tard.
Les porcelets font l'objet de différentes mutilations dans les semaines qui suivent leur naissance. En France, 85 % des porcelets mâles subissaient la castration à vif, soit plus de 27 000 chaque jour et dix millions chaque année. Pratiquée sans anesthésie, elle est source de grandes souffrances : « dans les heures qui suivent, détaille l'Inra (Institut national de la recherche agronomique), on constate une prostration, des tremblements et des spasmes chez les porcelets. Leur souffrance dure plusieurs jours. » Elle est interdite en France depuis le 1er janvier 2022. La plupart subissent également une caudectomie (coupe partielle de leur queue) afin d'éviter que les animaux, poussés par l'ennui, ne se mordillent mutuellement la queue. Il n'y a pas prise en charge de la douleur. « On peut supposer l'existence d'une douleur chronique similaire à celle décrite chez l'homme après une amputation », note l'Inra dans une expertise sur les douleurs animales. Enfin, la coupe ou le meulage des dents, visant également à éviter les morsures, est très douloureuse, la structure des dents des cochons étant proche de celle de l'homme.

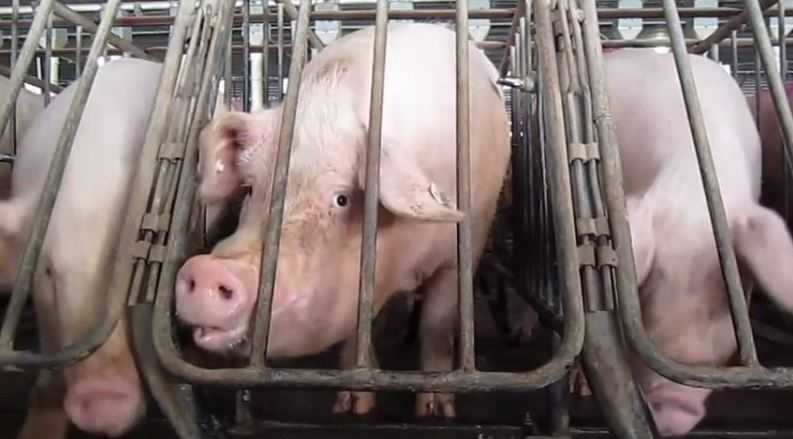
Cases de gestation ordinaires, États-Unis, 2010.

Les truies reproductrices, près d'un million en France, sont placées une grande partie de leur vie dans des cages individuelles trop étroites pour leur permettre de se retourner. Cette pratique a été déterminante dans l'expansion de l'élevage industriel car elle présente des avantages importants pour l'éleveur ; cependant l'élevage de truies « libres » en maternité (cases individuelles d'environ 2,6 m au carré et passages en « réfectoires » par exemple) se développe en Europe ; ces systèmes sont devenus obligatoires dans quelques pays : Suède, Suisse et Norvège.

##### Alimentation
Concernant l'alimentation, les deux types de méthodes les plus souvent employés sont l'alimentation par soupe ou l'alimentation par aliments secs. Ces derniers sont utilisés pour les porcelets après sevrage puis vient la soupe pour l'engraissement intensif. L'alimentation multiphase consiste à donner plus d'azote aux animaux selon les périodes pour éviter le gaspillage et limiter les pollutions. On apporte ainsi plus d’azote aux truies reproductrices pendant la lactation, et moins pendant la gestation. L'alimentation comprend de même plus d’azote pour les porcs charcutiers en phase de croissance, quand ils passent de 25 à 70 kilogrammes et elle devient moins riche pendant la « finition ».

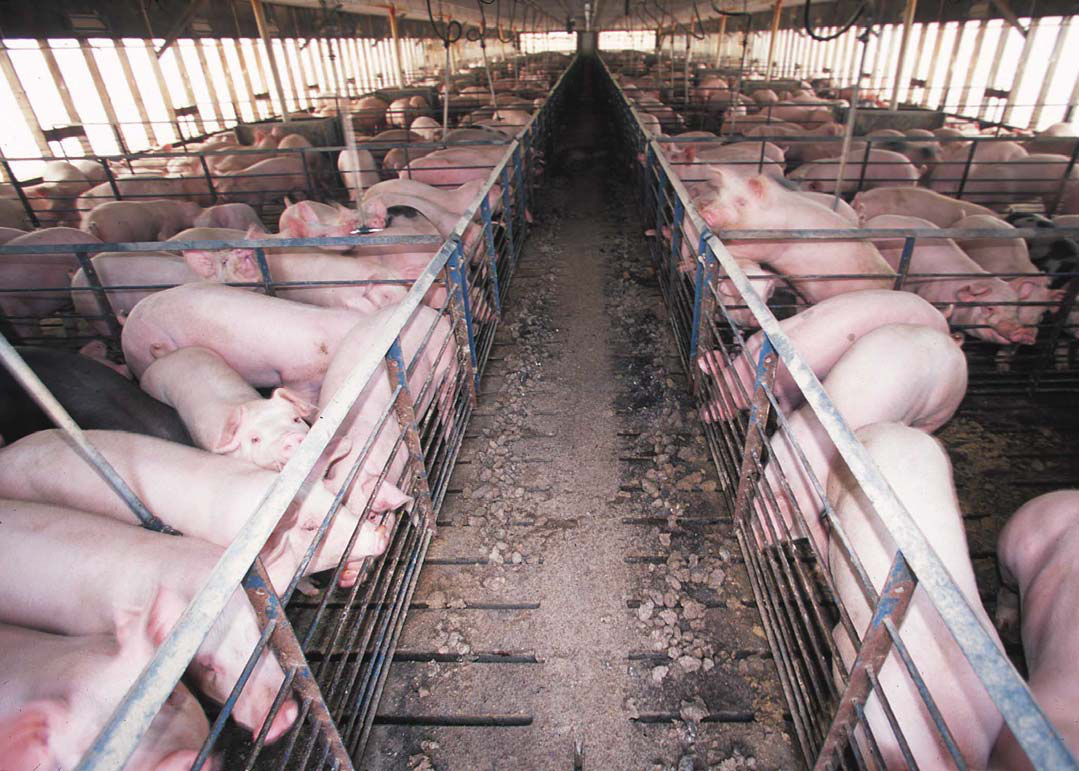
Cases d'engraissement sur caillebotis, MiddleWest américain, avant 2005. Aujourd'hui en zone tempérée, (Europe…), les bâtiments sont isolés et sommairement climatisés, ce qui augmente l'efficacité alimentaire.

Bien que naturellement omnivores, les porcs de ce type d'élevage consomment essentiellement des végétaux (soja, maïs, etc.) et des produits provenant des industries alimentaires : minéraux, co-produits de l'industrie laitière et de la meunerie, huile végétale, acides aminés de synthèse notamment la lysine. Dans la pratique l'alimentation des porcs intensifs est très industrialisée et codifiée avec des aliments différents selon l'âge et le stade physiologique (au moins six aliments différents).

##### Abattage
Les porcs sont abattus à 115–120 kg, généralement à l'âge de six mois.

### Transformation
Le leader mondial de l'abattage de porcs est, en 2007, le groupe américain Smithfield, qui a racheté en 2006 les marques Aoste, Justin Bridou et Cochonou.
Les principaux groupes d'abattage de porcs sont, en Europe en 2007 :
- Vion-Grampian (Royaume-Uni) (achat de Grampian par Vion, propriété d'une union d'agriculteurs, annoncée en juin 2008) : 21 millions de porcs abattus par an,
- Danish Crown : 20,5 millions,
- Tönnies : 12 millions,
- Westfleisch : 5,4 millions,
- Cooperl Arc Atlantique (coopérative bretonne) : 3,7 millions,
- Socopa (France) : 3,3 millions,
- D&S Fleisch : 2,6 millions,
- GAD + Groupe CECAB (France) : 2,2 millions,
- Swedish Meat : 2,2 millions.

### Exportations
En 1999, les échanges internationaux de viandes de porc (hors échanges intracommunautaires) ont porté sur 6,4 millions de tonnes équivalent carcasse (TEC représentant les viandes et produits transformés). En 2004, les principaux exportateurs mondiaux de viande de porc sont dans l’ordre d’importance l’Europe (Danemark, Pays-Bas, France), le Canada, le Brésil, les États-Unis. Cette situation pourrait évoluer dans les prochaines années pour voir la part des exportations européennes diminuer au profit du Brésil, du Canada et des États-Unis.

### Importations
Les principaux pays importateurs de viande de porc sont le Japon et la Corée du Sud, importations en provenance d’Europe et du Canada. La Chine (et Hong Kong) premier producteur mondial de cochons, mais dont les besoins sont en augmentation constante du fait de l’amélioration du pouvoir d’achat des populations. La Russie dont le système de production est encore incapable d’assurer les besoins qui sont également en augmentation [réf. nécessaire], les importations proviennent du Brésil et d’Europe. Les États-Unis, dont les besoins sont couverts principalement par la production canadienne.
Le Mexique est également importateur de viande de porc en provenance des États-Unis et du Brésil.

### Signes et labels
Carcasses bouchères : En France, la viande de marque Porc d'Auvergne est enregistrée comme « indication géographique protégée » (IGP) en 2011. Cette IGP garantit au consommateur que les produits agroalimentaires sont issus de porcs nés, élevés en plein air et abattus en Auvergne ou dans certains départements voisins. Le nom officiel de l'indication protégée au niveau européen est « Porc d'Auvergne », mais on le trouve couramment sous la forme « porc fermier d'Auvergne » bien que les volumes produits soient importants et transformés par l'industrie agroalimentaire. L’IGP pour la viande Porc du Sud-Ouest est enregistrée à la Commission européenne le 9 mai 2013 après dépôt d'un dossier le 7 novembre 2011 avec publication le 8 juin 2012. La viande de marque Porc de Vendée bénéfice de l'IGP depuis 1998.
Races porcines : La race de porc Nustrale dite aussi « Corse », a été reconnue en 2006.

## Symbolique
Dans beaucoup de cultures, le cochon et la viande de porc sont chargés de très fortes connotations symboliques.

### Civilisations antiques
Dès le Néolithique, on rencontre des représentations de sangliers, souvent sur des objets associés à la chasse. Mais les représentations et les usages du cochon domestique varient ensuite beaucoup selon les cultures.
Au Proche-Orient, le statut du porc varie ; apprécié dans certaines cultures (chez les Akkadiens, les Moabites, les Ammonites), il est tabou dans d'autres, soit en raison de sa sacralité (pour les Crétois), soit en raison de son impureté (chez les Hébreux par exemple).

#### Grèce ancienne

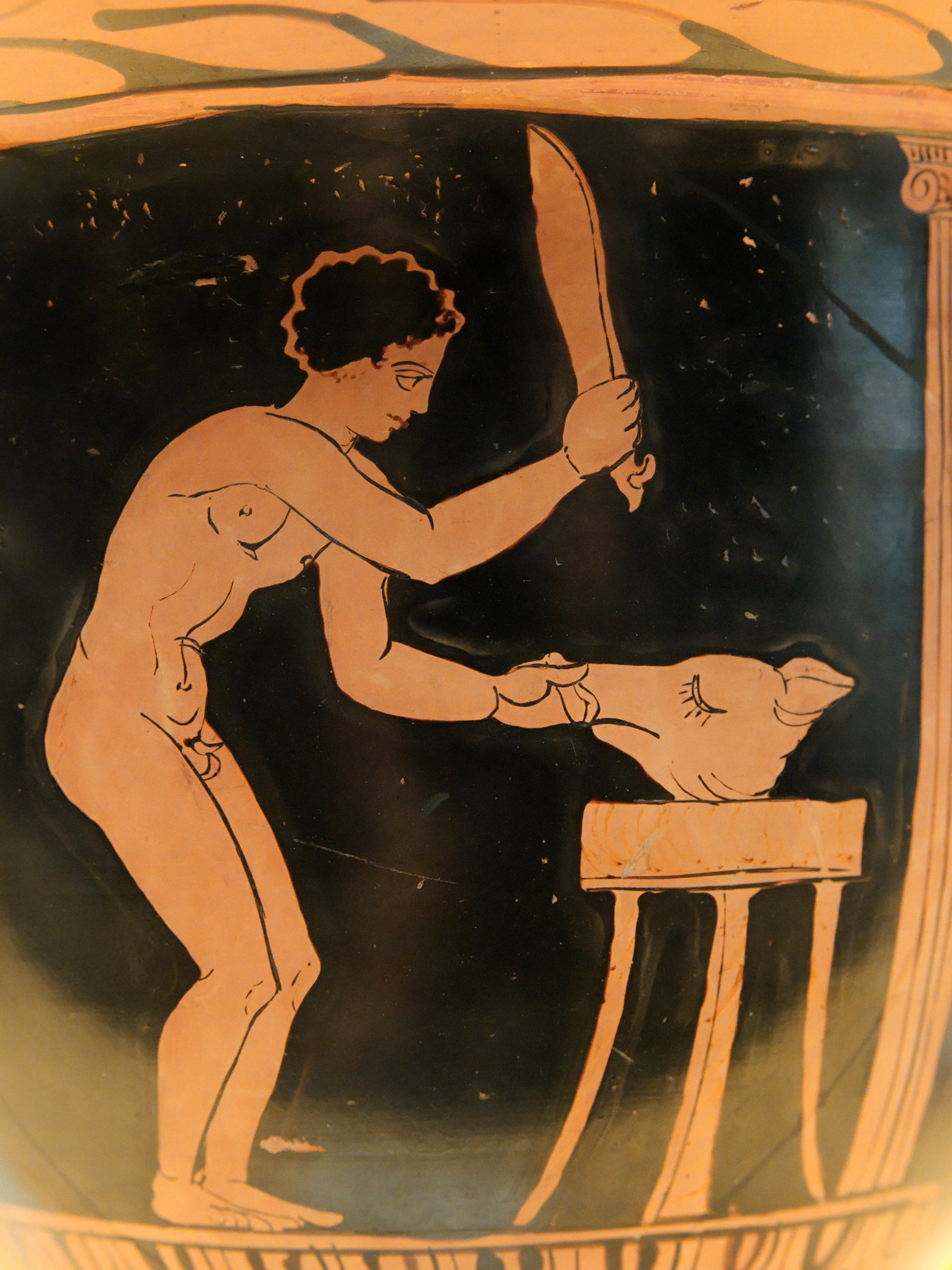
Jeune homme préparant un porc après un sacrifice. Cratère en cloche apulien à figures rouges du peintre de Tarpoley, 360-340 av. J.-C., Madrid, musée archéologique.

Dans le monde grec, comme plus tard chez les Romains, les Germains et les Gaulois, le porc ne subit pas de tabou : il est à la fois un animal consommé et sacrifié, notamment en l'honneur de Déméter ou de Cérès. Le sacrifice sanglant d'un cochon disparaît cependant au fil du temps, au profit de l'offrande de viande cuite. Selon les auteurs latins, le cochon est parfois associé à la fécondité et à l'intelligence (Varron, Traité d'agriculture) ou au « plus stupide des animaux », capable de dévorer ses petits, et par nature fragile (Pline l'Ancien, Histoire naturelle).

« Les mâles n'engendrent pas au-delà de trois ans. Les femelles affaissées par la vieillesse s'accouplent couchées; quelquefois elles dévorent leurs petits, sans que cela soit considéré comme un prodige. […] On pense que le porc meurt promptement quand il perd un œil. La vie de cet animal va jusqu'à quinze ans, quelquefois jusqu'à vingt; mais il est sujet à devenir furieux, et est exposé à diverses maladies, surtout à l'angine et à la ladrerie. »

Le cochon peut aussi prendre une connotation négative dans l'Odyssée, lorsque Circé transforme les compagnons d'Ulysse en pourceaux.

#### Égypte antique
En Égypte antique, le cochon est consommé par les fermiers sédentaires de la vallée du Nil jusqu'au milieu du IIe millénaire av. J.-C. Sa consommation semble ensuite abandonnée, afin de le réserver au culte d'Osiris. Le porc prend peu à peu une connotation négative, puisqu'il est ensuite associé au dieu mauvais Seth, parfois représenté sous la forme d'un porc noir dévorant la lune.
La truie est l'animal dans laquelle est représentée souvent la déesse Nout, déesse du ciel.

### Judaïsme
L'interdit judaïque est exprimé à plusieurs endroits dans la Torah et les Nevi'im :

« 7. Toutefois, parmi les ruminants et parmi les animaux à sabot fourchu et fendu, vous ne pourrez manger ceux-ci : le chameau, le lièvre et le daman, qui ruminent mais n'ont pas le sabot fourchu ; vous les tiendrez pour impurs.

8. Ni le porc, qui a bien le sabot fourchu et fendu mais qui ne rumine pas : vous le tiendrez pour impur. Vous ne mangerez pas de leur chair et ne toucherez pas à leurs cadavres. »

— Deutéronome, XIV, 7-8

« Vous ne mangerez pas le porc, qui a la corne fendue et le pied fourchu, mais qui ne rumine pas : vous le regarderez comme impur. »

— Lévitique, XI, 7

« 2. J’étendais mes mains tout le jour vers un peuple rebelle, vers ceux qui marchent dans la voie mauvaise, au gré de leurs pensées ;

3. vers un peuple qui me provoquait, en face, sans arrêt, sacrifiant dans les jardins, brûlant de l’encens sur des briques, se tenant dans les sépulcres,

4. et passant la nuit dans des cachettes ; mangeant de la chair de porc et des mets impurs dans leurs plats,

5. disant : « Retire-toi ! Ne m’approche pas, car je suis saint pour toi ! » Ceux-là sont une fumée dans mes narines, un feu qui brûle toujours. »

— Isaïe, LXV, 2-5

« 3. Celui qui immole un bœuf tue un homme ; celui qui sacrifie une brebis égorge un chien ; celui qui présente une oblation offre du sang de porc ; celui qui fait brûler l’encens bénit une idole. Comme ils choisissent leurs voies, et elle leur âme se comptait dans leurs abominations,

4. moi aussi je choisirai leur infortune, et je ferai venir sur eux ce qu’ils redoutent, parce que j’ai appelé, et personne n’a répondu ; j’ai parlé, et ils n’ont pas entendu ; ils ont fait ce qui est mal à mes yeux, et ils ont choisi ce qui me déplaît. […]

17. Ceux qui se sanctifient et se purifient pour aller dans les jardins, derrière celui qui se tient au milieu, ceux qui mangent de la chair de porc, des mets abominables et des souris, périront tous ensemble, —oracle de Yahweh »

— Isaïe LXVI, 3-4 et 17
Cet interdit a été souvent étudié, et plusieurs hypothèses, qui peuvent se recouper, ont été proposées pour l'expliquer.
Certaines sont d'ordre hygiénique : le porc aurait une alimentation impure, se nourrissant de déchets, voire de ses propres excréments (dès le XIIe siècle, Maïmonide a produit plusieurs exégèses à ce sujet) ; plus récemment, certains ont pensé que la viande de porc serait difficile à digérer et facilement malsaine dans les pays chauds. Ces explications sont anachroniques : elles relèvent d'une vision hygiéniste et rationnelle des maladies qui date au mieux du xixe siècle.
Michel Pastoureau souligne que, dans les régions orientales, cultures consommatrices et non-consommatrices se côtoient et que, dans certains pays chauds éloignés du Proche-Orient (Insulinde, région de l'océan Pacifique), le porc est une nourriture licite et saine. Pour lui, les raisons du tabou judaïque sont d'ordre symbolique et social : toute société possède des interdits, tellement courants qu'ils deviennent inconscients ; c'est le cas, dans les sociétés occidentales, des interdits sur la consommation de chat ou le chien. Dans le judaïsme, les interdits portent d'ailleurs sur un bestiaire bien plus vaste : lapin, cheval, âne, chameau, escargot, crevette, certains oiseaux. Ces arguments sont repris par Olivier Assouly, qui considère que « la différence entre le permis et l’illicite cherche à marquer l’obéissance à la loi divine ».
Dans De la souillure, l'anthropologue britannique Mary Douglas propose que le tabou est une « anomalie » ; ainsi le porc, par bien des aspects, est presque humain, mais il n'est pas humain ; c'est presque un ruminant, mais ce n'est pas un ruminant. Il constitue une sorte d'exception dans la création divine et sa proximité avec l'humain le rend particulièrement tabou.
Historiquement, le fait que le porc ait été un animal sacrificiel chez les Cananéens, prédécesseurs des Hébreux en Palestine, aurait pu pousser à l'interdit. Les Hébreux auraient ainsi cherché à distinguer leur religion des cultes concurrents, et, en insistant sur l'impureté du porc, se démarquer comme des champions de la pureté. Dans la Bible en effet, l'interdit du porc est expliqué par le fait qu'il échappe aux critères de classification : il a le sabot fendu, mais il ne rumine pas.
Le fait que le porc soit un animal peu apte aux pratiques pastorales des nomades (il ne peut pas suivre les déplacements comme des chèvres ou des dromadaires), que son élevage nécessite une eau et une nourriture abondantes, a pu également jouer un rôle.
Dans un domaine plus symbolique, Salomon Reinach propose une explication totémique: le porc serait le totem des ancêtres des Hébreux, et serait donc devenu tabou. Cette explication, à tendance freudienne, a été abandonnée, car elle s'appuie sur des pratiques inconnues au Proche-Orient. Pastoureau note également le tabou qui existe quant au sang dans les sociétés sémitiques, sensible aux rites de mise à mort rituelle des animaux. Au paradis terrestre, Adam et Ève semblent suivre un régime strictement végétarien.

### Christianisme

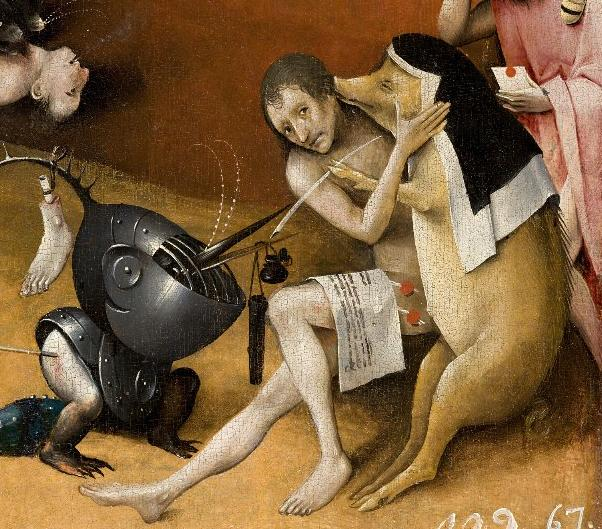
Jérôme Bosch, Le Jardin des délices (détail du panneau de droite), v. 1500, Madrid au musée du Prado.

L'interdit relatif au porc dans le judaïsme se trouve dans le Tanakh donc dans l'Ancien Testament. Pourtant la consommation de porc n'est pas interdite chez la majorité des chrétiens, l'interdiction étant présente dans trois églises : l'Église adventiste du septième jour, branche dominante de l'adventisme, l'Église éthiopienne orthodoxe, et l'Église kimbanguiste. La non-interdiction du porc chez la majorité des chrétiens prend sa source dans certains versets du Nouveau Testament, qui lèveraient l'interdit alimentaire juif. Selon les chrétiens qui ne consomment pas de porc, la levée de cette interdiction ne concerne pas la consommation de viande de porc, mais uniquement le fait de manger toute nourriture sans se laver les mains au préalable, selon un second verset plus complet de l'Évangile selon Matthieu, qui retrace un passage de la vie du Christ. Ainsi, dans l'Évangile selon Matthieu :

« Ce n'est pas ce qui entre dans la bouche qui souille l'homme ; mais ce qui sort de la bouche, c'est ce qui souille l'homme. »

— Matthieu XV, 11

« Ne comprenez-vous pas que tout ce qui entre dans la bouche va dans le ventre, puis est jeté dans les lieux secrets ? Mais ce qui sort de la bouche vient du cœur, et c’est ce qui souille l’homme. Car c’est du cœur que viennent les mauvaises pensées, les meurtres, les adultères, les impudicités, les vols, les faux témoignages, les calomnies. Voilà les choses qui souillent l’homme ; mais manger sans s’être lavé les mains, cela ne souille point l’homme. »

— Mathieu XV, 17-20
Les versets Marc VII, 15 ; Marc VII, 18-23 sont similaires. De plus, dans les Actes des Apôtres alors que Pierre veut manger il entend une voix qui lui dit : « Ce que Dieu a purifié, toi, ne le tiens pas pour impur (Actes des Apôtres X, 15). »
Toutefois, Matthieu rapporte une anecdote dans laquelle Jésus enferme des démons dans des pourceaux, ce qui témoigne des considérations négatives sur le porc dans le Nouveau Testament.

C'est également dans Matthieu (VII, 6) que se trouve l'expression « jeter des perles aux pourceaux », qui signifie alors « dilapider inconsidérément ses biens spirituels ». De même, Luc rapporte que le fils prodigue, après avoir dilapidé tout son bien, est contraint de devenir gardien de cochons.
Dans les premiers siècles du christianisme oriental, des iiie siècle au ve siècle, l'action des propagandistes de la nouvelle foi relevait autant de l'évangélisation que de la lutte contre le judaïsme dont il fallait se démarquer. La recommandation à consommer de la viande de porc était ainsi une incitation à distinguer les nouveaux convertis de la vieille foi hébraïque.

#### Le cochon au Moyen Âge

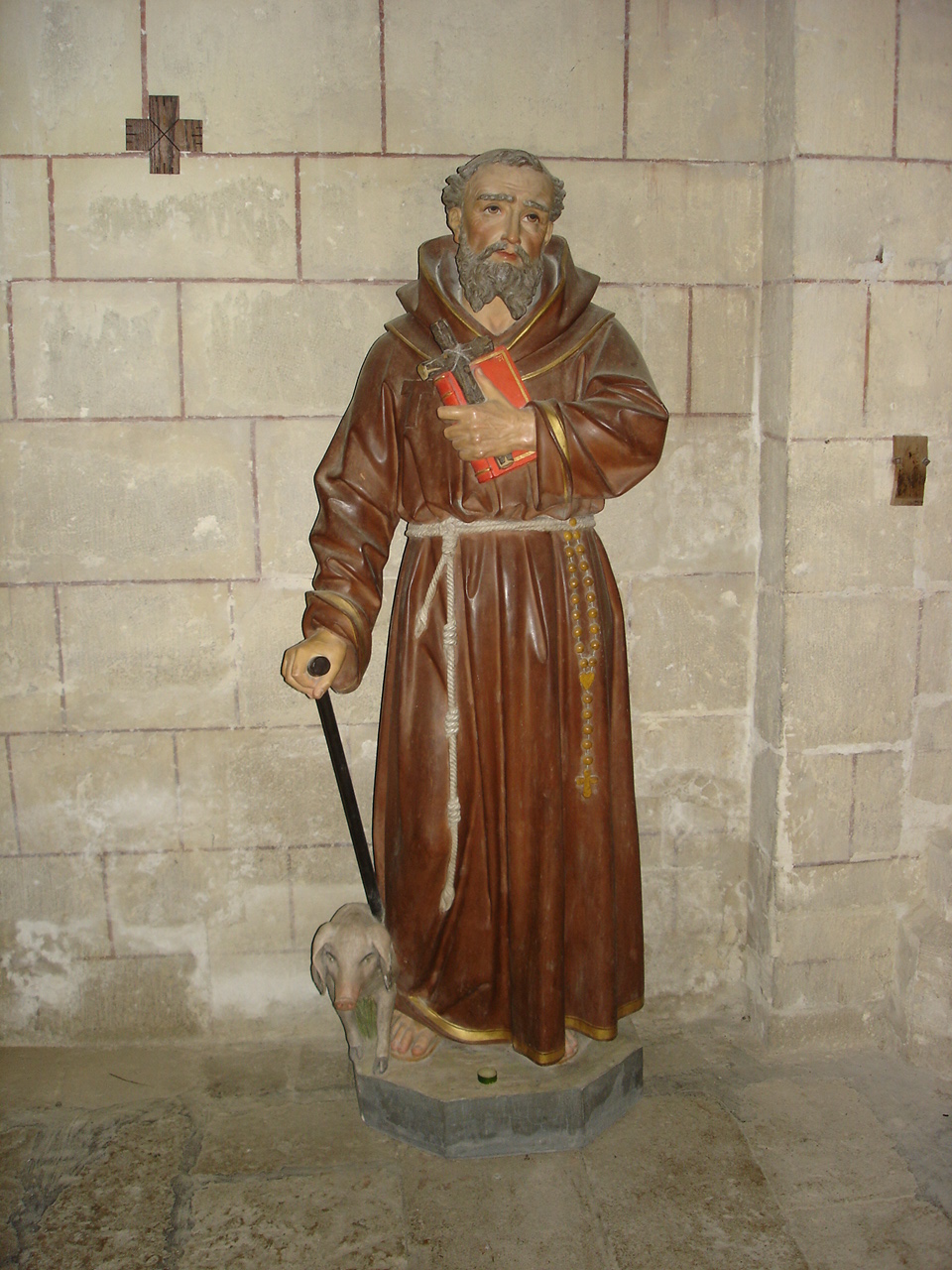
Statue de Saint Antoine et son cochon.

Au Moyen Âge, prédicateurs et théologiens ont considéré le cochon comme un attribut du diable ; comme lui, le diable grogne et se vautre dans l'ordure. Cette image du porc lié à l'enfer existe déjà sur quelques chapiteaux romans, mais prend son essor essentiellement à la période gothique. Le porc est aussi parfois associé aux Juifs et à la Synagogue. Il peut personnifier plusieurs vices, comme la saleté, la gloutonnerie et la colère. Dès le XIIIe siècle, un homme débauché est un porc. Cette image perdure longtemps après le Moyen Âge.
Plus tardivement, entre le XVe et le XVIIe siècle, le porc a été associé, après le bouc, l'âne et le chien, à la luxure, bien que le mot de verrat soit en toute logique plus approprié. En 1503-1504, Jérôme Bosch, dans le panneau l'enfer du Jardin des délices, représente une truie vêtue en nonne, enlaçant un homme nu, mais le terme de « cochonnerie » en prend son sens actuel en français qu'à la fin du XVIIe siècle. Par dérision, il arrive que le prix « remporté » par le dernier arrivé d'une compétition, telle que le palio en Italie ou des courses de chevaux à Ulm (par le Pritschenmeister (de)) ou à Strasbourg soit un cochon . Un jeu moqueur, impliquant des aveugles et un cochon, existait dans de nombreuses villes européennes aux XIVe et XVe siècles, de Lübeck à Paris .

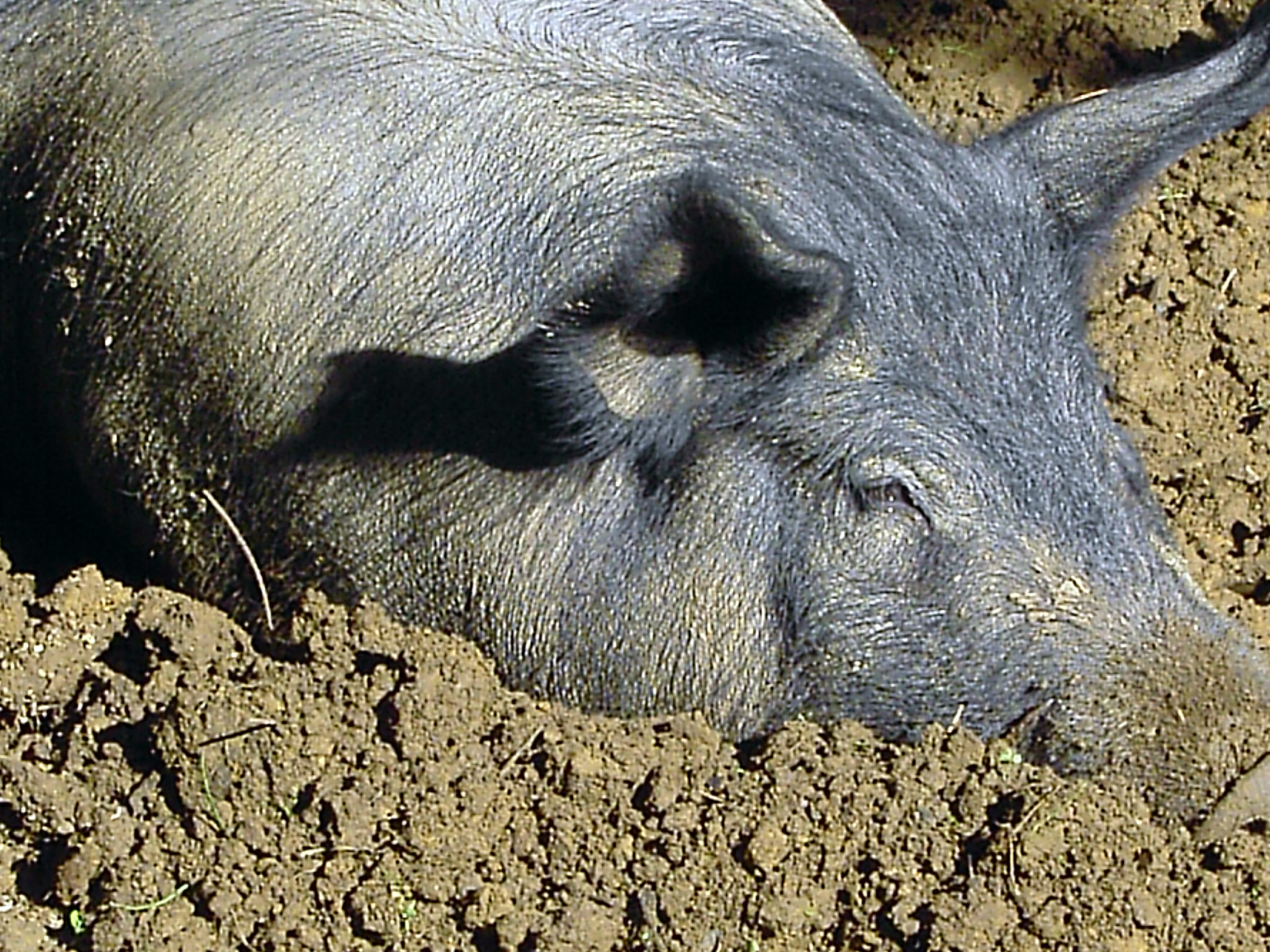
Porc se rafraîchissant dans un bain de boue, habitude qui lui permet de se protéger des parasites.

Ces connotations négatives peuvent s'expliquer par la couleur sombre du pelage du porc, ainsi que par certains traits comportementaux, particulièrement sa goinfrerie, son aptitude à se nourrir d'ordures et de charognes. Les créatures omnivores (le corbeau, le renard, l'ours, voire l'être humain) sont ainsi souvent considérées comme impures. Sa mauvaise vue et sa tendance à se vautrer dans la boue sont d'autres éléments vus négativement. Toutefois, l'image d'un bon cochon émerge aussi quelquefois dans l'iconographie des saints. Dans l'iconographie de saint Antoine, le cochon apparaît à partir du XIIIe siècle comme un compagnon du saint, sans doute sous l'influence de l'ordre des Antonins, spécialisés dans l'élevage des cochons, qui fournissaient de la viande aux indigents et un lard passant pour bénéfique aux malades. Saint Blaise est aussi parfois représenté accompagné d'un pourceau. Un de ses miracles serait d'avoir poussé un loup à rendre son pourceau à une vieille femme qui, pour remercier le saint, lui apporta dans son cachot les pieds et la tête du porc rôtis. Par ailleurs, le porc (qui, à l'époque, ressemblait davantage au sanglier) est vu comme un animal fort et courageux ; certains nobles le prenaient ainsi pour emblème sur leurs armoiries, et une version du Roman d'Alexandre raconte la mise en fuite d'éléphants du roi Porus par des cochons sauvages .

#### Époque moderne
Le cochon voit son nom attribué au 5e jour du mois de frimaire du calendrier républicain ou révolutionnaire français, généralement chaque 25 novembre du calendrier grégorien.

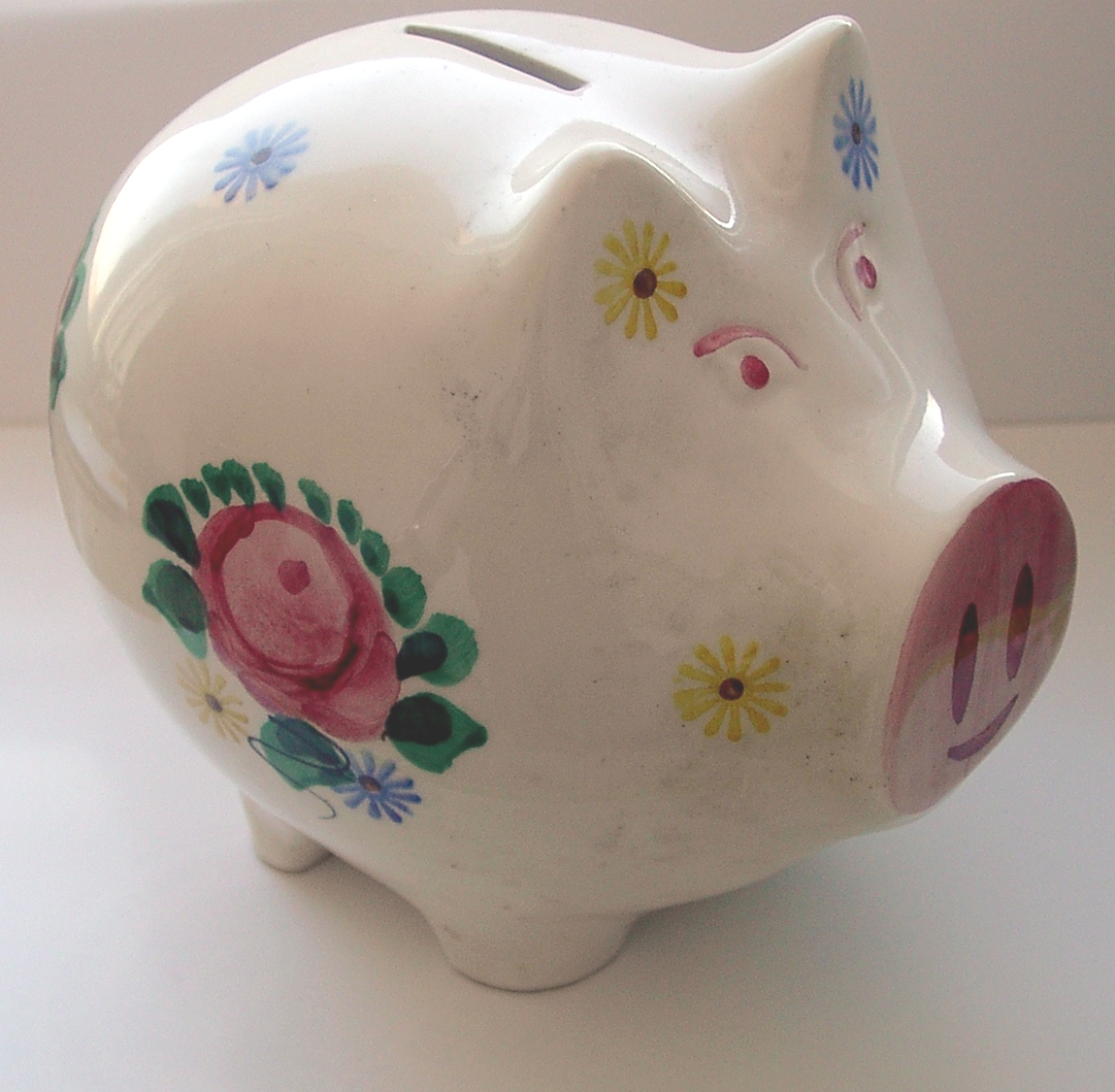
Un cochon tirelire.

Le cochon prend aussi, au fil du temps, des connotations plus positives, liées à la fécondité et à la prospérité, en raison notamment de la grande fécondité de la truie et de son cycle de gestation : trois mois, trois semaines et trois jours, un chiffre déjà mentionné par Aristote, et que les hommes du Moyen Âge ont relevé comme un cycle arithmétiquement parfait. L'idée ancienne que la possession d'un cochon garantit de la pauvreté a entraîné la naissance, au XVIIIe siècle en Angleterre, des tirelires en forme de cochon, ou piggy banks[réf. nécessaire]. L'idée du cochon porte-bonheur existe aussi largement dans les pratiques alimentaires (gâteaux, friandises) et dans les expressions : « avoir une chance de cochon », « Schwein haben », « un colpo di porco »… Un lien a également été établi entre enfants et cochons, sensible dans la légende de saint Nicolas (le boucher jette les enfants au saloir comme de vulgaires pourceaux) puis à partir de la fin du XIXe siècle dans la littérature pour jeunesse, les jouets, les manèges, puis le cinéma. Le cochon est alors représenté comme un porcelet rose, joyeux et dynamique, largement humanisé (bipédie, parole, activités, etc.).
Cette figure archétypale est présente dans de nombreux personnages de dessin animé et de bande dessinée : Porky Pig l'ami bègue de Daffy Duck, Miss Piggy la cochonne amoureuse de la grenouille Kermit dans le Muppet Show, Porcinet le copain de Winnie l'ourson, Les Trois petits cochons, Babe, etc.

### Islam
En ce qui concerne l'islam, dans le Coran comme dans les hadiths, le porc est le seul animal clairement désigné comme interdit.

« 3. Vous sont interdits la bête trouvée morte, le sang, la chair de porc, ce sur quoi on a invoqué un autre nom que celui de Dieu, la bête étouffée, la bête assommée ou morte d'une chute ou morte d'un coup de corne, et celle qu'une bête féroce a dévorée - sauf celle que vous égorgez avant qu'elle ne soit morte -. (Coran, V, 3). »

Il existe toutefois des exceptions :

« 172. Ô les croyants ! Mangez des (nourritures) licites que Nous vous avons attribuées. Et remerciez Dieu, si c'est Lui que vous adorez.
173. Certes, Il vous est interdit la chair d'une bête morte, le sang, la viande de porc et ce sur quoi on a invoqué un autre que Dieu. Il n'y a pas de péché sur celui qui est contraint sans toutefois abuser ni transgresser, car Dieu est Pardonneur et Miséricordieux. (sourate II 172-173) »

L'impureté du porc est reprise dans l'histoire de Shaykh San'an, racontée par Farîd ud-Dîn 'Attar, dans le Langage des oiseaux, ouvrage mystique en persan. Le Shaykh est poussé hors de la voie de Dieu par son amour pour une jeune grecque, qui l'humilie en lui faisant garder des pourceaux pendant une année.
« Le Schaïkh ne détourna par la tête de l'ordre de sa belle ; car s'il l'eût détournée, il n'aurait pas trouvé ce qu'il recherchait. Ainsi donc, ce schaïkh de la Caaba, ce saint et grand personnage, se résigna à garder les pourceaux pendant une année.
Dans la nature de chacun de nous il y a cent pourceaux ; il faut devenir pourceau ou prendre le zunnâr. »
Comme pour le judaïsme, l'interdit islamique touche au tabou du sang[réf. nécessaire].

### Monde asiatique

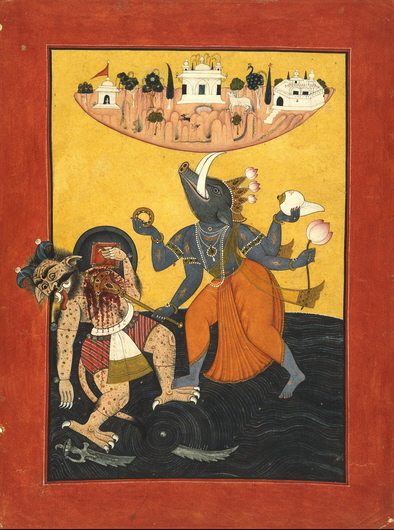
Varâha Avatâr, sauvant Bhu dévi, la déesse Terre. Peinture Pahari probablement de style École de Chamba, réalisée vers 1740.

Dans la mythologie hindoue, la figure du porc (ou du sanglier, les Indiens ne font pas la différence) est celle d'un avatar/descente du Seigneur Vishnou, sous le nom de Varâha, tuant un démon voulant noyer la Déesse Terre, épouse cosmique de Vishnou. Sa Shakti est Varahi.

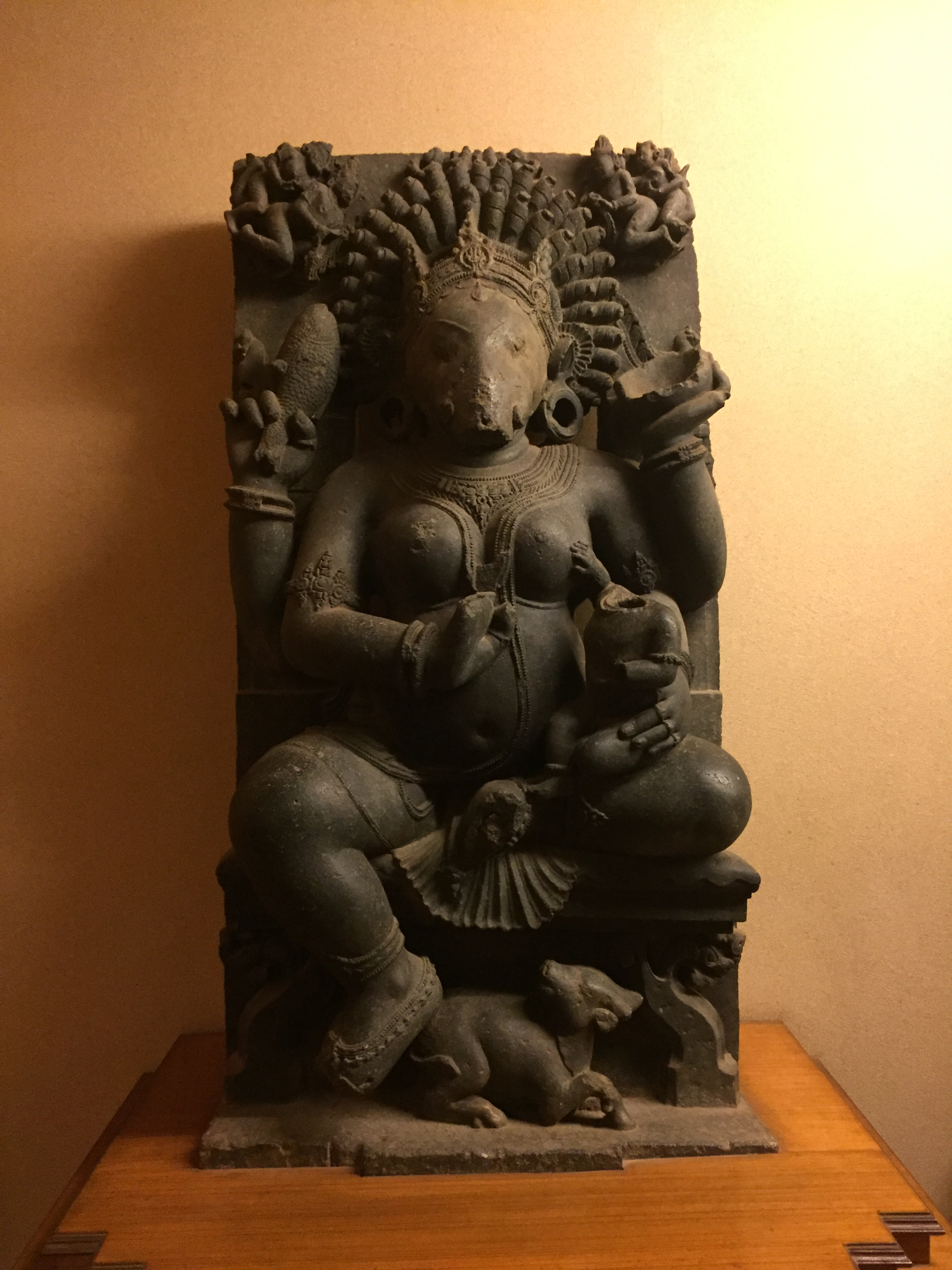
Une sculpture de Varahi à quatre bras en chlorite noire au Orissa State Museum

Dans le bouddhisme tibétain, le porc représente l’ignorance, avidya, responsable de toute la misère du monde.
Pour les peuples chinois et vietnamien, le porc est au contraire un symbole de prospérité et d’abondance. Le calendrier zodiacal chinois comporte une année du cochon (亥, hài : 12e des 12 rameaux terrestres) : les natifs de ce signe sont dits patients, fondamentalement équilibrés et bien disposés envers leur prochain. Dans Le Voyage en Occident, un des compagnons du moine Xuanzang est le cochon Zhu Bajie.

### Monde océanien

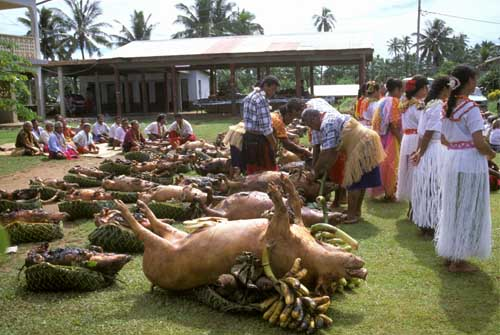
À Wallis-et-Futuna, le cochon fait partie des biens échangés lors de grandes cérémonies coutumières comme le katoaga.

L'élevage des porcs apparaît anciennement en Océanie, associé notamment dans les îles Fidji aux poteries lapita. Le cochon est souvent associé à des pratiques culturelles et artistiques. Dans le nord du Vanuatu, à Malekula notamment, l'incisive supérieure des cochons était cassée pour permettre à l'inférieure de pousser en spirale, formant parfois deux ou trois cercles. Nourri à la main, le verrat devenait « une réserve d'« âme masculine » et cette substance devait passer au sacrificateur de l'animal lorsque celui-ci était tué. Ces sacrifices permettaient aux hommes d'acquérir sainteté, titres et emblèmes de leurs rangs et d'atteindre les plus hauts grades […]. L'identification entre le verrat et son propriétaire était si forte que l'on incorporait les défenses de l'animal aux têtes à son effigie ou à celle de son sacrificateur, également décorées de dessins de cochons ». Des compétitions peuvent exister entre jeunes garçons concernant l'élevage des cochons.
À Ambae, les cochons hermaphrodites étaient obtenus par sélection pour incarner l'union des pouvoirs masculins et féminins. Dans certaines sociétés, les porcs et les enfants peuvent être élevés ensemble. En Nouvelle-Guinée, des photographies ethnologiques des années 1930 montrent des femmes allaitant simultanément un enfant et un porcelet. Dans la chaîne de montagnes au centre de la Nouvelle-Guinée, les habitants célèbrent tous les vingt ans une « fête du Cochon », qui peut durer plusieurs années. Elle commence par des rites destinés à favoriser l'engraissement des cochons et des échanges de porcs et d'ornements destinés à la fête. La dernière année est marquée par des danses puis par le sacrifice d'une grande partie des porcs, dont la viande est consommée et distribuée.
À Wallis-et-Futuna, le cochon joue un rôle important dans les circuits d'échanges de don et contre-don au sein de la population. Lors de cérémonies coutumières comme le katoaga, des dizaines de cochons sont tués, cuits au four et présentés sur une place centrale avant d'être distribués aux dignitaires et à la population.

## Art et culture

### Littérature
Selon Pierre Magnan, 

« Le cochon est l’animal le plus proche de l’homme. Il le nourrit mais il lui en laisse tout le remords. On peut avoir la conscience tranquille après avoir occis un agneau ou un veau, mais jamais un cochon. Chaque soir, quand apparaît sur la soupe épaisse la couenne du lard, c’est comme si le cochon de l’année venait vous parler de sa gentillesse. »

Dans son roman Le Père de nos pères, Bernard Werber imagine même le cochon comme ancêtre lointain de l'homme. Les xénogreffes donnent, sinon du corps, du moins un prétexte amusant à cette hypothèse.
Dans son roman Truismes, Marie Darrieussecq raconte la transformation progressive de la narratrice en truie. Dans une veine semi-fantastique, une critique latente de la politique et du statut d'une femme dans la société émerge du récit.
Un alexandrin français, qui serait dû à Charles Monselet ou à Auguste Préault, affirme que « tout homme a dans son cœur un cochon qui sommeille », sans expliquer toutefois comment le réveiller.

### Peinture, arts graphiques

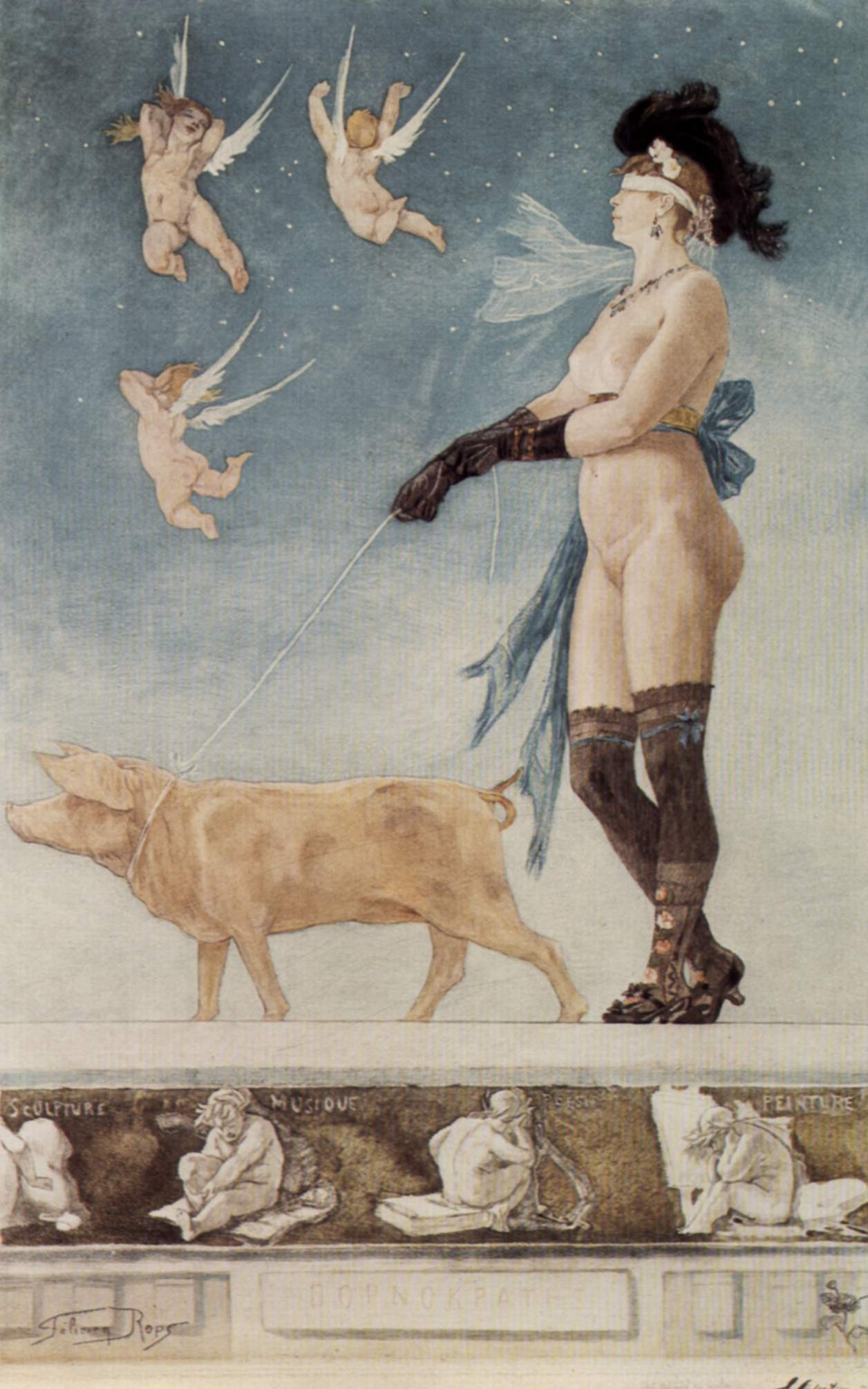
Félicien Rops, La Dame au cochon - Pornokrates, 1879.

Félicien Rops écrit à propos de La Dame au cochon - Pornokrates : 

« Ma Pornocratie est faite. Ce dessin me ravit. Je voudrais te faire voir cette belle fille nue chaussée, gantée et coiffée de noir, soie, peau et velours, et, les yeux bandés, se promenant sur une frise de marbre, conduite par un cochon à « queue d'or » à travers un ciel bleu. Trois amours — les amours anciens — disparaissent en pleurant […] J'ai fait cela en quatre jours dans un salon de satin bleu, dans un appartement surchauffé, plein d'odeurs, où l'opopanax et le cyclamen me donnaient une petite fièvre salutaire à la production et même à la reproduction. »

— Lettre de Félicien Rops à H. Liesse, 1879

### Arts décoratifs

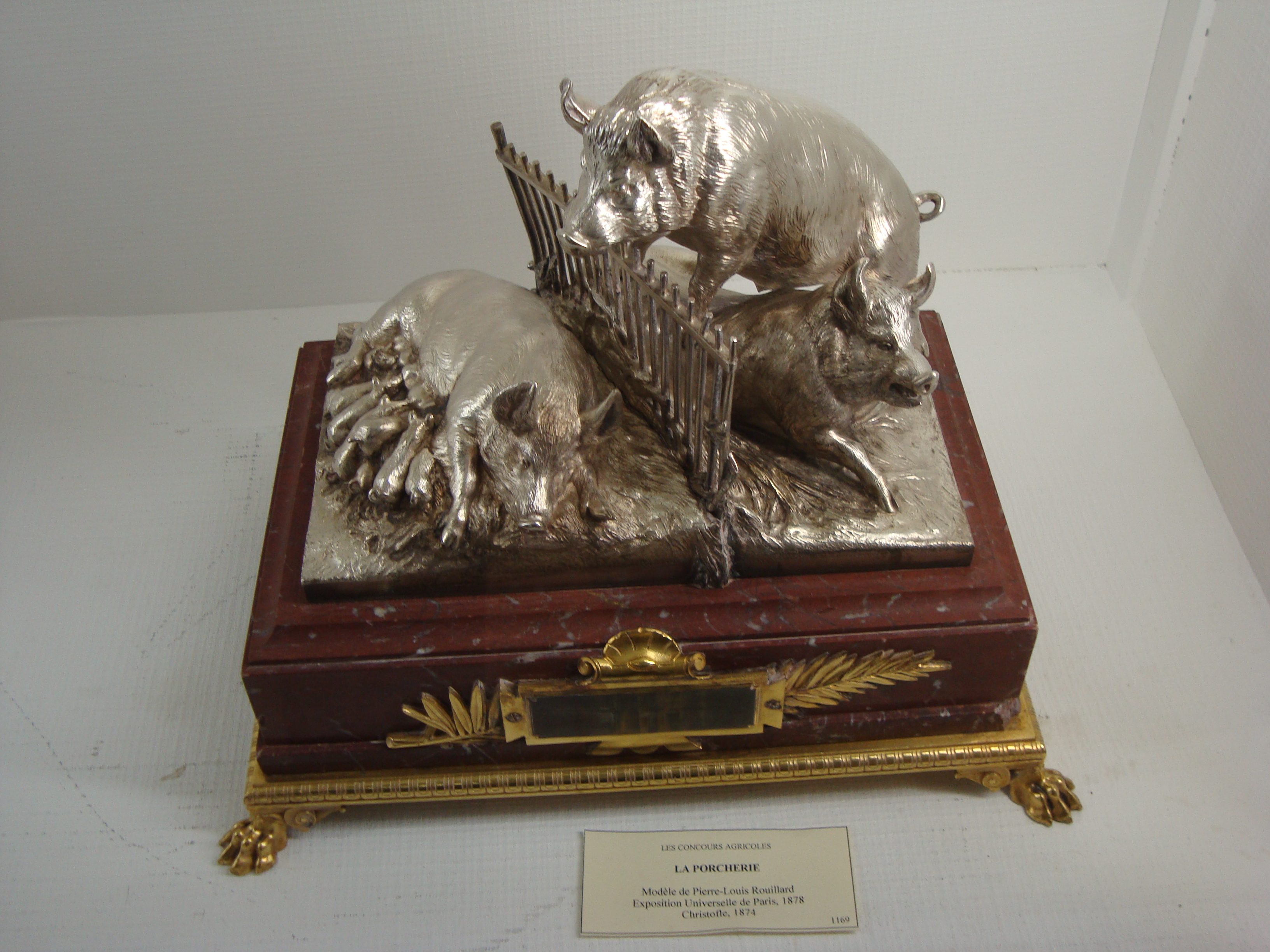
Pièce d'orfèvrerie Christofle : La Porcherie (1878).

### Expressions populaires
- Jeter des perles aux pourceaux. Signifie, selon l'expression du Nouveau Testament, fournir quelque chose de précieux à quelqu'un qui ne saura pas en tirer profit[124]. On dit plus couramment Donner de la confiture aux cochons.
- Un temps de cochon désigne une météo maussade. Ce terme viendrait du fait, qu’autrefois, la mise au saloir du lard était faite idéalement par temps froid et humide.
- Cochon qui s’en dédit est une expression signifiant le côté ferme dans la conclusion d’un marché.
- Dans le cochon, tout est bon sauf le cri. Expression qui indique que toutes les parties et morceaux du cochon ont une utilité, culinaire ou autre. Quant au cri, c’est un des plus puissants et désagréables du monde animal. Le cri de détresse d’un cochon peut monter jusqu’à 115 décibels. Variante : tout est bon dans le cochon, attribuée à Brillat-Savarin. Georges Duhamel, visitant les abattoirs de Chicago qui affirmaient tout récupérer dans le cochon, fait mine de s'étonner qu'on n'y récupère pas aussi l'énergie acoustique du cri de l'animal.
- Ne pas avoir gardé les cochons ensemble. Se dit quand deux personnes ne se connaissent pas de longue date, et ne peuvent donc pas avoir de comportements familiers (comme l’usage du tutoiement).
- Être copains comme cochons.[125] Être très amis.
- Manger comme un cochon. Manger de manière sale, en dehors des règles communes.
- C'est cochon se dit d'une nourriture (un dessert bien souvent) excellente, que l'on mangerait jusqu'à n'en être plus capable.
- Un gros cochon ou Un vieux cochon, ou tout simplement un cochon désigne une personne perverse. Le terme cochonne est utilisé pour le sexe féminin. Le terme film cochon est aussi utilisé pour désigner un film pornographique.
- Pourceaux de saint Antoine s'applique « à ces parasites qui mangent partout hors chez eux, et qui ont coutume, suivant le proverbe, de faire comme le pourceau de saint Antoine, de se fourrer partout. » (Fleury de Bellingen Étymologie des Proverbes français.)
- Pourceau (du troupeau) d'Épicure : un homme plongé dans les plaisirs des sens. Tirée des Épîtres d'Horace, à l'origine l'expression désigne les disciples du philosophe Épicure, considérés comme débauché par ses adversaires.
- Tête de cochon (tête de lard): personne têtue, désagréable.

Voir aussi Idiotisme animalier.

### Événementiels et folklore

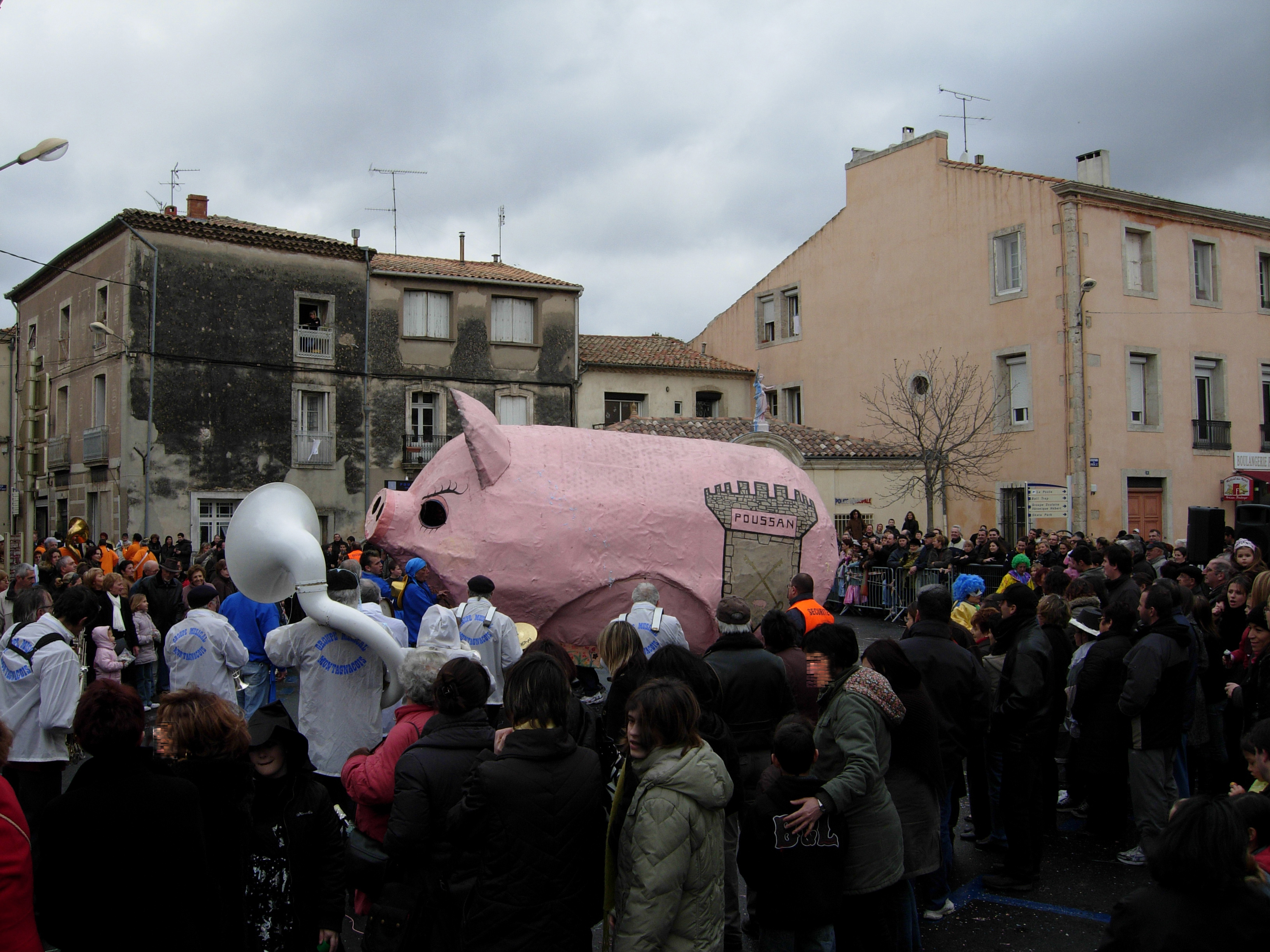
Le cochon du carnaval de Poussan.

- La fête de la Saint-Cochon est célébrée dans de nombreux villages français.
- Un gâteau en pain d’épices en forme de cochon est traditionnel lors des fêtes de Saint-Aignan à Orléans.
- Le musée vivant du cochon, situé à Chambonas dans le département de l’Ardèche, est exclusivement consacré à tout ce qui tourne autour du cochon : mythologie, arts populaires, cinéma, objets divers et variés. Il présente aussi une mini-ferme avec des animaux miniatures.
- Le cochon rose est l'animal totémique de la ville de Poussan (Hérault)[126], probablement parce qu'en occitan porcèl (prononcé : poussel) désigne cet animal.
- Le championnat de France d'imitation du cri de cochon était organisé annuellement à Trie-sur-Baïse (Hautes-Pyrénées), jusqu'en 2011 ; il existe aussi un championnat mondial organisé au Salon international de l'agriculture à Paris[127]. Un autre concours est parfois organisé à Livarot.
- La foire au pied de cochon est organisée chaque année à Sainte-Ménehould (Marne)[128]. Un concours d'imitation du cri de cochon y est d'ailleurs également organisé [129].

### Musées consacrés au cochon

#### Allemagne

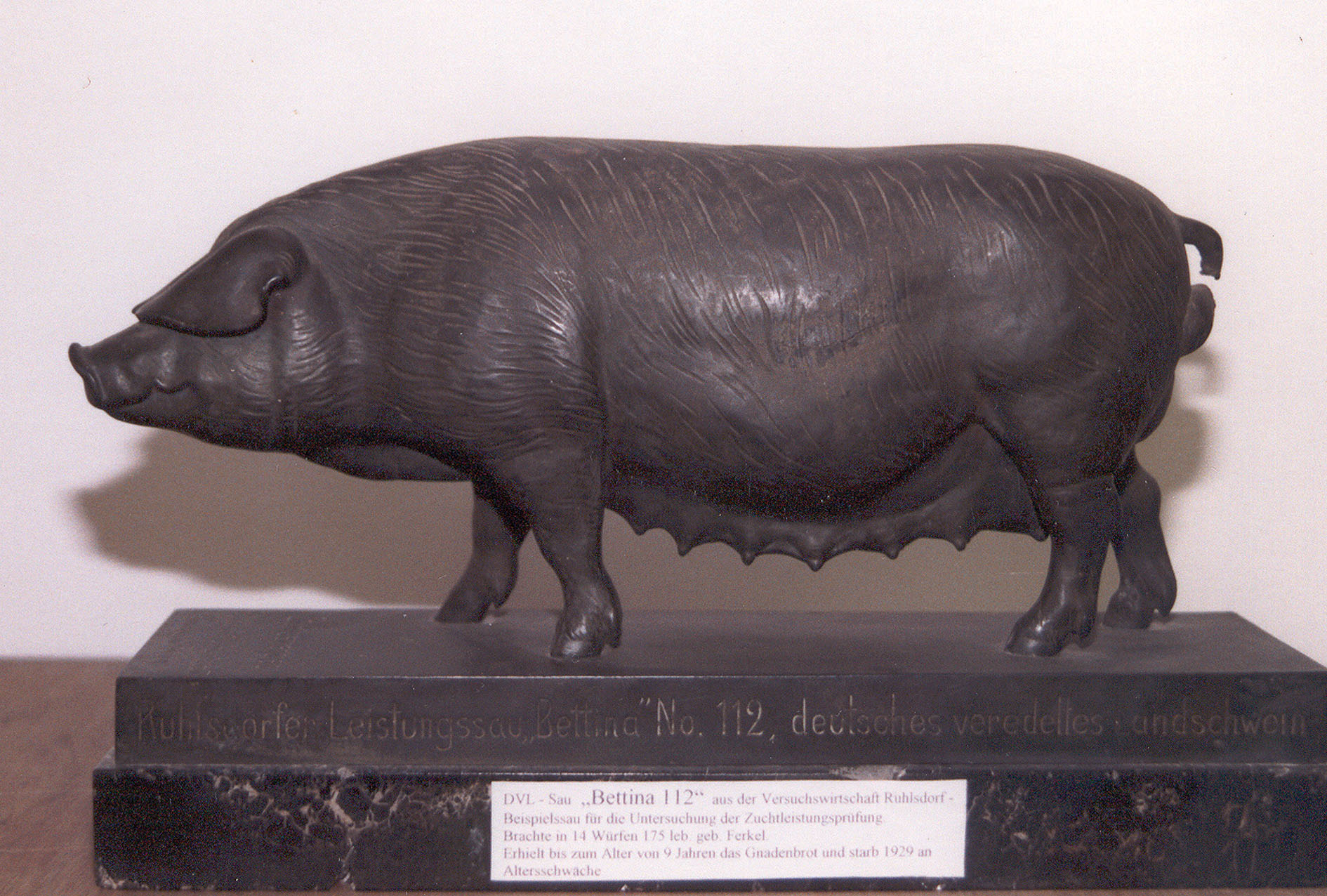
Sculpture en bronze Leistungssau Bettina, œuvre exposée au sein du musée du cochon de Ruhlsdorf.

- Le Musée allemand du cochon, à Ruhlsdorf, dans le Brandebourg ;
- Schweine museum (Le musée du cochon), à Stuttgart ;
- Le musée du cochon à Horstmar en cours de réalisation, Arrondissement de Steinfurt, en Rhénanie-du-Nord-Westphalie[130].

#### Espagne
- Centro de Interpretación Cerdo Ibérico à Higuera la Real, dans la Province de Badajoz.

#### France
- Le Musée vivant du cochon, à Chambonas, dans l'Ardèche[131] ;
- Le U Mondu di u Porcu, à Cozzano[132].

#### Italie
- Le Museo del Maiale (Le musée du cochon), à Carpineto Sinello, dans les Abruzzes[133].